# Penguins de Pittsburgh
Vous lisez un « article de qualité » labellisé en 2007.
Pour les articles homonymes, voir Penguin.
Les Penguins de Pittsburgh — littéralement les pingouins de Pittsburgh — sont une franchise professionnelle de hockey sur glace des États-Unis. Ils évoluent dans le championnat majeur de hockey sur glace de l’Amérique du Nord : la Ligue nationale de hockey. Les Penguins sont classés dans la division Métropolitaine, division de l’association de l’Est. Les Penguins sont créés à la fin des années 1960 et rejoignent la LNH à l’occasion de l’expansion de 1967, première expansion de la ligue depuis 1942.
Ils connaissent leur première qualification pour les séries éliminatoires de la Coupe Stanley au cours de leur troisième saison. Au cours des années 1970, l’équipe se qualifie régulièrement pour les séries mais sans jamais dépasser le deuxième tour. En 1984, l’équipe repêche Mario Lemieux qui va mener les Penguins à leur premier titre de division et à leur première Coupe Stanley en 1991 puis à une seconde la saison suivante. Les Penguins remportent à cinq reprises le trophée : en 1991, 1992, 2009, 2016 et 2017.

## Histoire de la franchise

### L’expansion de la LNH en 1967-1968
En 1967, la Ligue nationale de hockey décide de doubler le nombre d’équipes participant à son championnat. La ville de Pittsburgh, ayant déjà eu l'expérience d'une équipe de hockey sur glace, postule afin d’accueillir une franchise. En effet, dans les années 1925 à 1930, la ville héberge l'équipe des Pirates, équipe homonyme de celle de baseball. Cette dernière demeure jusqu’à la fin de la saison 1929-1930 à Pittsburgh avant de déménager à Philadelphie et devenir les Quakers, pour essayer, en vain, de retrouver l’équilibre financier. Quelques années plus tard, une nouvelle franchise voit le jour mais cette fois dans la Ligue américaine de hockey : les Hornets. Cette dernière reste à Pittsburgh jusqu’à la fin de la saison 1955-1956 avant de devoir interrompre ses activités en raison de la vétusté de sa patinoire, le Duquesne Gardens, qui ne peut continuer à accueillir des matchs de hockey sur glace.
La franchise revient dans la Ligue américaine pour la saison 1961-1962 et ceci jusqu’avant les débuts de la saison 1967-1968. En effet, le 9 février 1966, la LNH accorde à Pittbsburgh de rejoindre ses rangs. L'équipe des Hornets joue alors son dernier match dans la LAH le 30 avril 1967 en finale de la Coupe Calder, finale qu'elle remporte pour la troisième fois de son histoire. La ville de Pittsburgh participe au repêchage d’expansion en échange d'une somme de deux millions et demi de dollars. La nouvelle franchise débourse également 750 000 dollars afin de mettre leur patinoire, la Civic Arena, en conformité par rapport aux exigences de la LNH.
Carol McGregor, épouse du sénateur Jack McGregor qui a contribué à la création de l'équipe, est la première à proposer le nom, en déclarant qu'elle aime bien l'allitération en P, qu'elle verrait bien l'équipe jouer en noir et blanc et surtout pour la forme du toit du Civic Arena, qui est surnommée l’igloo. Un concours est tout de même lancé par le Pittsburgh Post-Gazette en janvier 1967 afin de déterminer le nom de l'équipe. Le 10 février 1967, le résultat du concours est donné ; plus de 350 noms sont proposés par les 26 400 personnes ayant voté dont 716 pour le nom de Penguins. Le premier directeur général, Jack Riley, propose d'autres noms : Shamrocks – en référence à l'équipe de hockey de la Ligue internationale de hockey des années 1930, Hornets ou encore Eskimos sont cités mais finalement l'appellation de Penguins – littéralement en français les manchots – est retenue comme nom. Le surnom de Pens est souvent utilisé.
Le premier match de l'histoire de l'équipe dans la LNH a lieu le 11 octobre 1967 contre les Canadiens de Montréal. Ces derniers s'imposent 2 buts à 1 avec le but de la victoire inscrit par Jean Béliveau, le 400e but de sa carrière. Au début de la saison 1967-1968, les résultats des nouvelles équipes sont entravés par les règles strictes qui permettent aux « six équipes originales » de conserver les joueurs les plus talentueux. Les deux meilleurs joueurs de la première équipe de Pittsburgh sont alors les vétérans Andy Bathgate, ancien des Rangers de New York, et Leo Boivin, ancien des Bruins de Boston. Le reste de l’équipe est constitué de jeunes joueurs ou de joueurs en fin de carrière au talent moindre. L'enveloppe totale des salaires est de 315 000 dollars dont un salaire de 25 000 dollars juste pour Bathgate. En comparaison, six ans plus tard Gilbert Perreault et les Sabres de Buffalo signent un contrat pour une somme supérieure à la première enveloppe des Penguins et la paye de Bathgate représente ce qu'une vedette des années 2000 de la LNH gagne en un match.
Au cours des deux premières saisons, l’ancien joueur George Sullivan est l’entraîneur en chef de l’équipe, mais il est vite remplacé par Red Kelly en 1969. En effet, les résultats ne suivent pas et les deux vétérans ne suffisent pas à compenser la faible expérience de l’équipe et de ses jeunes joueurs (Ken Schinkel, Keith McCreary, Bryan Watson ou Les Binkley par exemple). La franchise ne réussit à se qualifier pour les séries éliminatoires qu’à deux reprises au cours des sept premières saisons.

### Les années 1970
Ainsi, au cours de la saison 1969-1970 de la LNH, les Penguins finissent deuxièmes de la division et accèdent pour la première fois de leur histoire aux séries éliminatoires de la Coupe Stanley. La saison voit les débuts dans la LNH de Michel Brière à qui Riley propose un salaire de 13 000 dollars avec un bonus de 4 000 dollars à la signature. Brière demande en retour 5 000 dollars en étayant qu'il compte jouer au cours des vingt prochaines années pour les Penguins. Il réalise une très bonne première saison, finit troisième meilleur pointeur de l’équipe derrière Dean Prentice et Ken Schinkel et meilleur passeur de la formation. Pour sa première apprition en séries éliminatoires, les Penguins rencontrent les Seals d'Oakland. Les deux premières rencontres jouées à Pittsburgh sont remportées par les locaux 2 à 1 et 3 à 1 puis les Penguins gagnent également le troisième match dans la patinoire adverse sur le score de 5 à 1. Le quatrième match de la série se décide en prolongation avec une nouvelle victoire de Pittsburgh, Brière inscrivant le but de la victoire après un peu plus de 8 minutes de prolongation. Les Penguins perdent en finale de division contre les Blues de Saint-Louis 4 rencontres à 2. Victime d'un accident de la route trois semaines avant son mariage en mai 1970, Brière passe près d’un an à l’hôpital avant d'y mourir le 13 avril 1971. Le 21 que portait Brière au cours de cette saison est par la suite « retiré » en son hommage.
Au milieu des années 1970, la « Century Line », composée de Syl Apps, Jr., Lowell MacDonald et Jean Pronovost, mène l'attaque des Penguins. Apps joue en temps normal au centre alors que MacDonald et Pronovost occupent les ailes mais sur la glace, ils n'arrêtent pas de changer de poste pour perturber les défenses adverses. Ils inscrivent ainsi à eux trois 107 buts au cours de la saison 1973-1974. À la fin des années 1970, c'est au tour de Rick Kehoe, Pierre Larouche ou encore Ron Schock d'assurer l'offensive de l’équipe, mais la défense reste faible et l’absence d’un gardien talentueux empêche la franchise de dépasser les premiers tours des séries éliminatoires.
En 1975, la franchise frôle le dépôt de bilan alors que tous ses créanciers réclament le remboursement des dettes. Le 13 juin, elle est déclarée en cessation de paiements et la LNH en prend le contrôle jusqu'au 11 juillet, date du rachat des Penguins par un groupe composé de Wren Blair, Al Savill et Otto Frenzel.

### Le début des années 1980

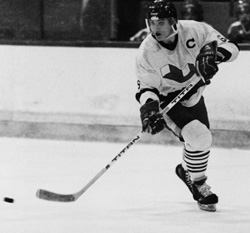
Mario Lemieux, ici sous les couleurs des Voisins de Laval en 1984, aura été « responsable » d'une saison 1983-1984 catastrophique de l'équipe, les dirigeants cherchant à tout prix la dernière place du classement.

Malgré les bons joueurs présents dans l’équipe – le défenseur Randy Carlyle, le buteur Paul Gardner ou encore Mike Bullard –, l’équipe réalise au début des années 1980 des saisons catastrophiques, en particulier au cours des saisons 1982-1983 et 1983-1984, deux saisons où l'équipe termine dernière de la LNH.
Lors de cette dernière saison, le directeur général des Penguins, Eddie Johnston, ne fait pas grand-chose pour éviter la dernière place : il n’hésite pas à envoyer jouer le gardien, Roberto Romano, avec l’équipe mineure quand ce dernier est en grande forme. À la place Vincent Tremblay est titularisé et accorde vingt-quatre buts en quatre matchs. Vers le mois de mars, Randy Carlyle, un des meilleurs joueurs de l'équipe cette saison, est échangé aux Whalers de Hartford contre un joueur futur, qui ne rejoint les Penguins qu’après la fin de la saison. Ainsi, les joueurs passent leur temps à faire des allers-retours entre la franchise de LNH et les ligues mineures et un total record de quarante-huit joueurs sont utilisés au cours de la saison. En définitive, de la saison, les Penguins finissent derniers avec 38 points et les Devils du New Jersey sont à 41 points.
La « récompense » pour de telles saisons ratées est de pouvoir choisir le premier au repêchage de la Ligue nationale de hockey. Malgré l’insistance de nombreuses franchises pour obtenir le premier choix pour le repêchage d’entrée dans la LNH 1984, Johnston et les Penguins s’accrochent à ce premier choix car ils souhaitent sélectionner Mario Lemieux, vedette montante de la Ligue de hockey junior majeur du Québec et grand espoir de la LNH. Le directeur général des North Stars du Minnesota aurait ainsi proposé les douze choix de repêchage alors que les Nordiques de Québec auraient voulu échanger les trois frères Šťastný Peter, Anton et Marián pour obtenir le premier choix au repêchage des Penguins. Johnston, qui a supervisé lui-même le jeune Lemieux, ne cède pas aux propositions et le jeune Québécois rejoint l'équipe de la Pennsylvannie.

### L’ère Lemieux: 1984-2006

#### En attendant les séries
Malgré les attentes et sacrifices des Penguins, les fans de l'équipe tombent de haut quand le jour du repêchage, le 9 juin 1984, Lemieux refuse de serrer la main aux dirigeants de l'équipe et de mettre sur son dos le maillot de l'équipe : les deux parties étant en pleines négociations salariales, le joueur du Québec décide alors de frapper un grand coup. Finalement, Lemieux signe son contrat avec Pittsburgh quelques jours plus tard et au cours de son premier match de la saison 1984-1985 sous ses nouvelles couleurs, il marque les esprits en inscrivant, dès son premier temps de jeu et sur son premier tir, son tout premier but. Les habitués du Civic Arena doivent attendre encore six jours pour voir leur jeune joueur prendre part à un match devant eux. L'équipe est alors opposée aux Canucks de Vancouver ; au bout de 18 secondes, Lemieux inscrit son premier but devant son public, pour une victoire 4-3. Deux minutes plus tard, Gary Lupul des Canucks vient défier Lemieux ; Lemieux décide de montrer qu'il sait marquer des points mais également se défendre tout seul : il jette ses gants et remporte le premier combat de sa carrière dans la LNH.
Après encore quatre saisons sans séries éliminatoires pour les Penguins, Lemieux devient au cours de la saison 1988-1989 de la LNH le meilleur pointeur de la ligue avec 199 points. La franchise se donne les moyens d’épauler Lemieux avec l’arrivée à ses côtés du défenseur Paul Coffey en provenance des Oilers d'Edmonton ainsi que de Kevin Stevens et de John Cullen. De plus, cette saison voit également l’arrivée dans les buts de Tom Barrasso depuis les Sabres de Buffalo sous l'impulsion de Tony Esposito directeur général de l'équipe. L’équipe se qualifie enfin pour les séries éliminatoires, élimine les Rangers de New York en quatre matchs mais elle perd au deuxième tour contre les Flyers de Philadelphie en sept rencontres.

#### La première Coupe Stanley, 1990-1991

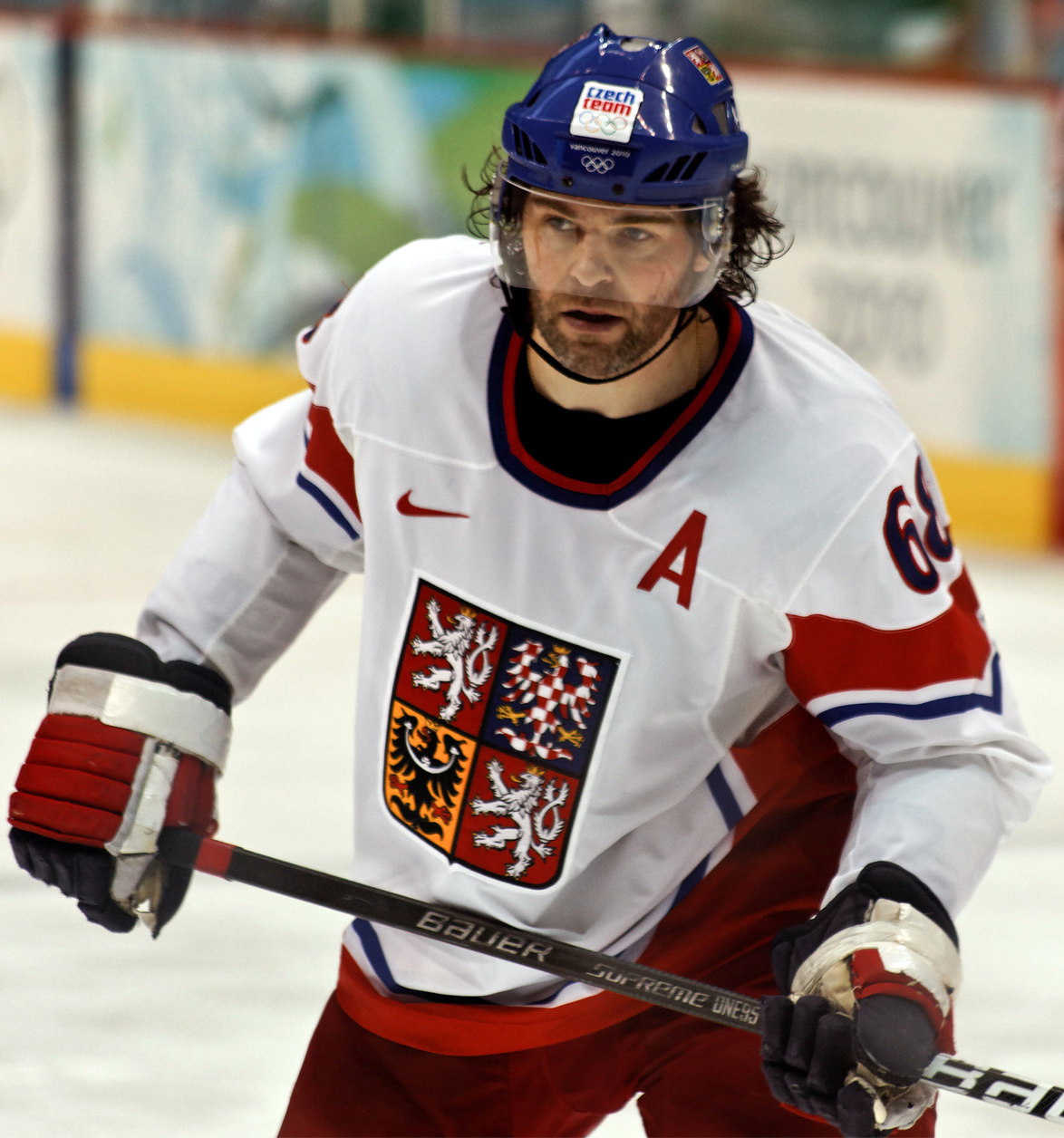
Jaromír Jágr (ici en 2010 avec l'équipe de République tchèque) rejoint Pittsburgh en tant que premier choix de l'équipe au repêchage de 1990.

Le 12 juin 1990, Craig Patrick, nouveau directeur-général de l'équipe depuis 1989, enrôle Bob Johnson pour prendre la tête de l'équipe. Le même jour, Patrick fait également signer Scotty Bowman, sans contrat depuis quelques années, afin de l'intégrer dans le pôle développement des joueurs de la franchise. Johnson et Patrick font venir l'ancien joueur des Flames, Joe Mullen puis Gordie Roberts au début de la saison. Bryan Trottier, quadruple vainqueur de la Coupe Stanley au début des années 1980 avec les Islanders de New York, signe également pour ajouter du talent à l'équipe. Finalement ce dernier ne joue qu'une cinquantaine de matchs dans la saison régulière, mais Johnson et Patrick avaient été très clairs au début de la saison, ne lui promettant pas une saison complète mais comptant grandement sur lui pour les séries éliminatoires. Johnson tiendra parole et Trottier ne manque qu'un seul match des séries.
Avant le repêchage d'entrée de LNH de 1990, Craig Patrick a personnellement supervisé le jeune tchèque Jaromír Jágr. Il n'est cependant pas le seul à suivre le joueur du Poldi SONP Kladno : le directeur des Flyers de Philadelphie l'a également repéré et ces mêmes Flyers choisissent avant les Penguins. Finalement, quand le directeur général des Flyers quitte la franchise quelques jours avant le repêchage, Patrick commence à espérer voir Jágr arriver au sein de l'équipe. Owen Nolan, Petr Nedvěd, Keith Primeau et Mike Ricci sont choisis lors des quatre premiers tours et les Penguins de Patrick peuvent choisir Jágr en tant que cinquième joueur.
De son côté, Lemieux est diminué par les blessures tout au long de la saison passée et son mal de dos se transforme en hernie discale. Le 11 juin 1990, les chirurgiens procèdent à l'ablation d'un disque vertébral, mais Lemieux doit passer quatre semaines alité en raison d'une infection postopératoire. Même s'il se remet petit à petit, la douleur ne disparaît pas complètement et il manque les cinquante premiers matchs de la saison 1990-1991.

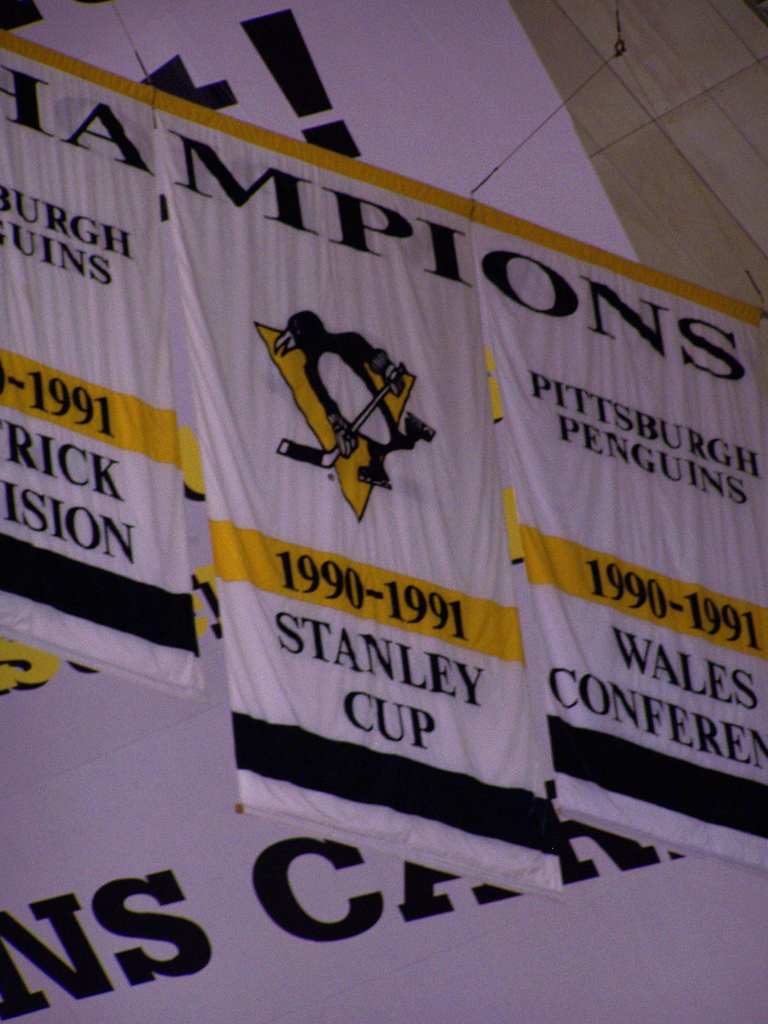
Pour célébrer les titres de 1990-1991, les Penguins ont accroché des bannières au plafond du Mellon Arena.

En décembre, afin de mieux intégrer le jeune Jágr qui réalise un début de saison assez difficile qui a du mal à se faire à la vie nord-américaine, l'équipe fait signer Jiří Hrdina. Plus tard dans la saison, Ron Francis arrive aux Penguins en provenance des Whalers de Hartford au cours d'un échange impliquant Grant Jennings, Ulf Samuelsson et Francis contre John Cullen, Jeff Parker et Zarley Zalapski ; l'échange est, à l'époque, jugé par les observateurs comme étant à l'avantage des Whalers.
À la fin de la saison régulière, les Penguins terminent pour la première fois de leur histoire en tête de leur division. Ils parviennent à remporter leur première Coupe Stanley de leur histoire en perdant à chaque fois le premier match de chaque série. Ils battent tour à tour les Devils du New Jersey, les Capitals de Washington, les Bruins de Boston avant de jouer la finale contre la dernière équipe qualifiée pour les séries : les North Stars du Minnesota. Au cours du deuxième match de la série, Mario Lemieux inscrit un des plus beaux buts de sa carrière. Lancé par Bourque, Lemieux se défait de Chambers en lui passant le palet du revers de la crosse entre les jambes puis va ensuite débouler à toute vitesse sur le gardien des North Stars, Jon Casey (en). Feintant sur la gauche du gardien, Lemieux fait passer le palet de l'intérieur de sa crosse à l'extérieur pour finir sa course en glissade et inscrire le but sur la droite de Casey.
Le sixième match est joué le 25 mai et à la fin du deuxième tiers-temps, le score est déjà de 6 à 0 pour les Penguins qui mènent la série trois matchs à deux. Johnson tente alors de calmer la tension de ses joueurs en faisant un discours. Ses joueurs l'entendent alors jurer en leur demandant de ne pas gâcher leur opportunité de devenir champion du monde, une première dans la carrière d'entraîneur de Johsnon. Finalement, les Penguins soulèvent leur première Coupe Stanley de leur histoire en inscrivant deux buts de plus et concluant la série par un blanchissage de Tom Barrasso. Le score de 8–0 est le score le plus élevé pour un match de la finale depuis le 23–2 infligé par les Silver Seven d'Ottawa aux Nuggets de Dawson City lors de la finale de 1905. Lemieux devient le premier joueur des Penguins à remporter le trophée Conn-Smythe, titre du meilleur joueur des séries.
Le 24 juin 1991, l’équipe des Penguins est la première équipe championne de la Coupe Stanley à aller visiter avec son trophée la Maison-Blanche où ils sont reçus par George H. W. Bush. Ce dernier n’étant pas fan de hockey demande à Mario Lemieux, l'un des meilleurs joueurs du moment, son nom quand celui–ci se présente pour lui serrer la main.

#### La deuxième Coupe Stanley 1991-1992

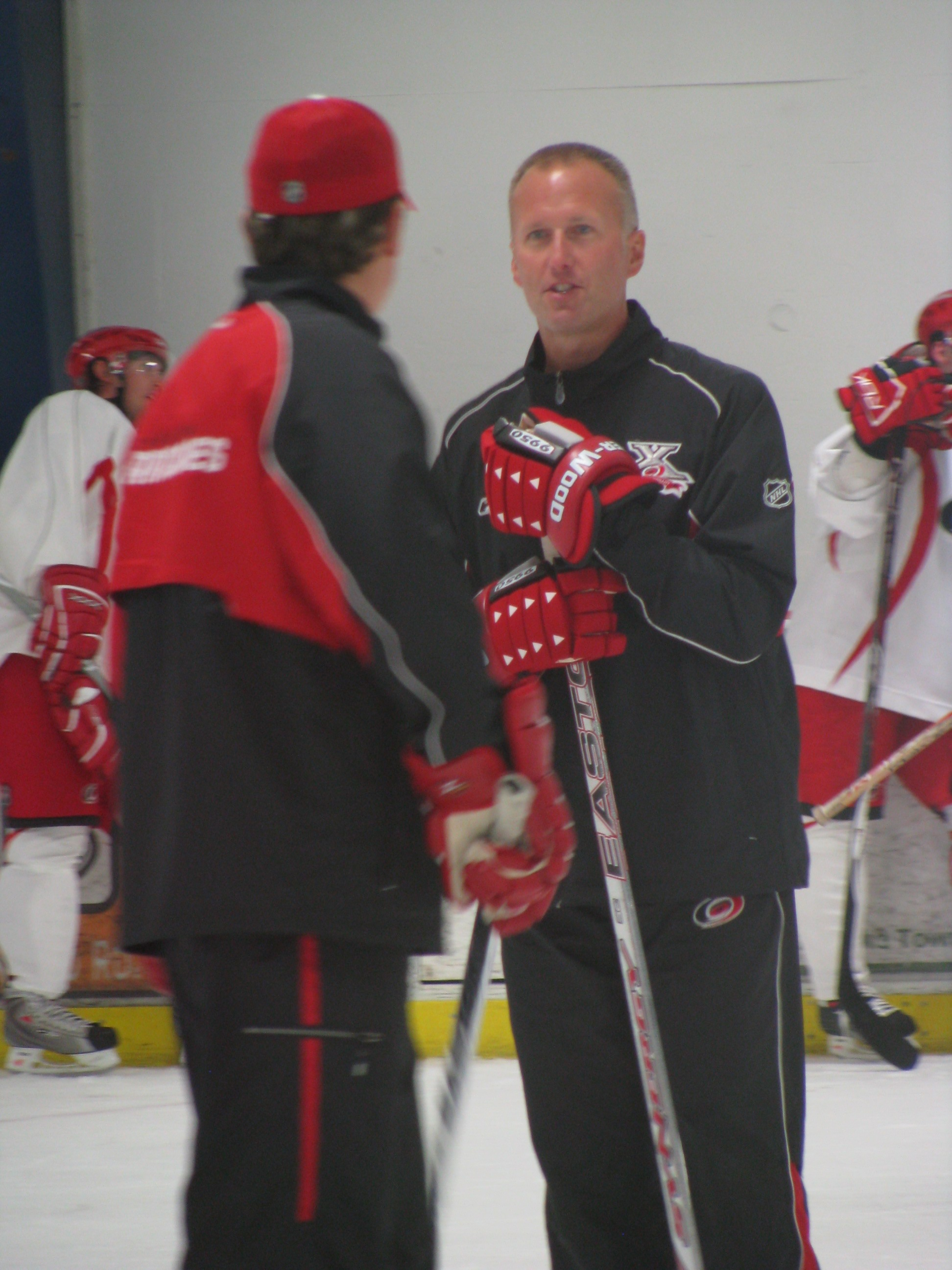
Tom Barrasso (ici avec les Hurricanes de la Caroline, à droite de la photo) remporte en 1991-1992 sa deuxième Coupe Stanley avec les Penguins.

Le 29 août 1991, Bob Johnson est conduit par sa femme à l’hôpital. Il est alors atteint d’un cancer au cerveau et son état est plus qu’alarmant. Le 1er octobre 1991, Scotty Bowman est nommé entraîneur par intérim mais il passe toute la saison derrière le banc des Penguins, Johnson succombant à son cancer le 26 novembre 1991.
Le capitaine des Penguins se porte mieux et en soixante-quatre rencontres jouées, il inscrit 131 points, le plus haut total de la LNH cette année-là ; il est suivi par son coéquipier Kevin Stevens, auteur de 123 points, puis de la vedette de la LNH, Wayne Gretzky qui en compte 121. Lemieux remporte le troisième trophée Art-Ross de sa carrière en tant que premier pointeur du classement. À la fin de la saison 1991-1992, les Penguins sont classés troisièmes de leur division mais sont tout de même qualifiés pour les séries. Ils écartent au premier tour les Capitals puis sont opposés aux Rangers. Au cours du deuxième match contre les Rangers, Lemieux sort sur blessure à la suite d'un coup de crosse d'Adam Graves qui lui brise le poignet et lui fait manquer cinq matchs des séries. La relève est assurée par les autres joueurs de l'équipe et notamment par Ron Francis. Épaulé par Jágr et Stevens, Francis est le héros du quatrième match lorsqu'il réalise un coup du chapeau dont un but depuis la ligne bleue et mle troisième en prolongation. Lemieux prend part à la demi-finale contre les Bruins et lors du quatrième match, il inscrit ce qui est souvent considéré comme un de ses dix plus beaux buts : sur une échappée, seul Raymond Bourque est là pour défendre et les deux joueurs patinent vers le but des Bruins. Lemieux passe le palet au milieu des patins de Bourque qui ne sait plus où celui-ci se trouve alors que Lemieux parvient à récupérer le palet et trompe Andy Moog. Les Penguins remportent leur deuxième Coupe Stanley en écartant en finale les Blackhawks de Chicago en quatre matchs nets. Avec 16 buts et 34 points, Lemieux est le meilleur buteur et pointeur de la formation. Il reçoit pour la deuxième année consécutive le titre de meilleur joueur des séries.

#### Les résultats et les finances se dégradent petit à petit

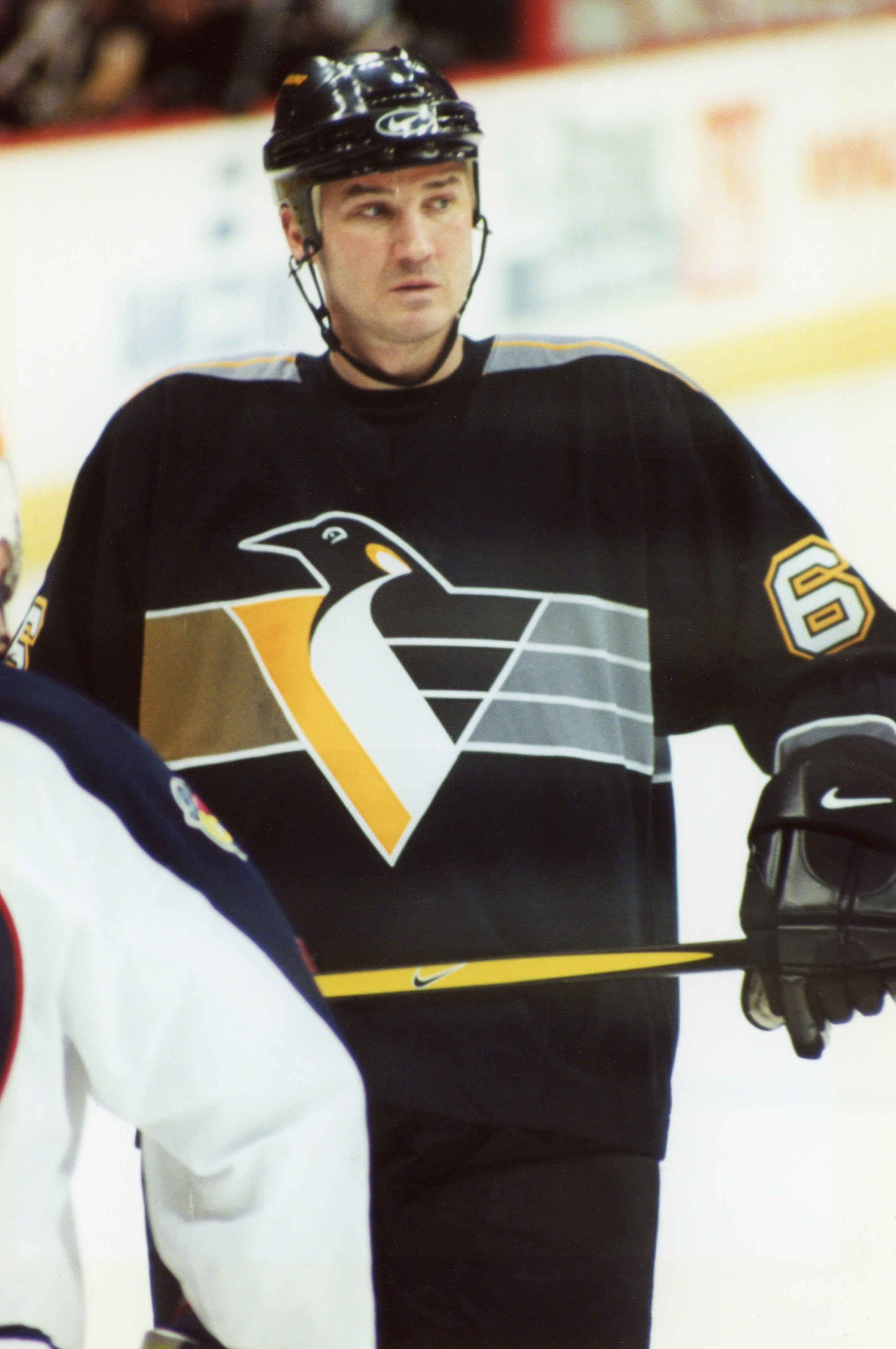
Mario Lemieux avec le troisième maillot introduit en 1995.

Le cancer inflige encore une fois un coup aux Penguins en 1993. En effet, après Johnson, les docteurs diagnostiquent à Lemieux la maladie de Hodgkin et il est obligé de mettre sa carrière entre parenthèses. Malgré tout, deux mois plus tard, Lemieux revient au jeu et permet aux Penguins de finir la saison avec 56 victoires, vingt-et-une défaites et sept matchs nuls. Ils remportent le premier trophée des présidents de l’histoire de la franchise en tant qu’équipe avec le plus de points de la ligue pour. Quatre joueurs de l'équipe égalent ou dépassent au cours de cette saison la barre des cent points : Ron Francis (100), Rick Tocchet (109), Kevin Stevens (111) et Lemieux (160) ; dans les buts, Barasso, réalise à la fin du calendrier une série de neuf victoires consécutives alors que l'équipe compte dix-sept matchs sans défaites d’affilée pour clore la saison régulière. Malgré ces très bonnes performances, les doubles champions en titres sont éliminés dès le deuxième tour des séries par les Islanders de New York.
Jusqu’à la fin des années 1990, les Penguins continuent à être une des meilleures équipes du circuit sans pour autant parvenir à remporter une nouvelle Coupe Stanley. En 1997, Lemieux se retire du jeu en raison de douleurs au dos. Il laisse alors sa place de meilleur de l'équipe à Jágr. Pour tout ce qu’il a réalisé et pour tout ce qu’il représente, le Temple de la renommée du hockey l'accueille en son sein la même année sans attendre la fin de la période « normale » de trois ans. En juin 1999, alors que les Penguins ont été éliminés en demi-finale d'association, Jágr, auteur de 127 points au cours de la saison régulière, devient le deuxième joueur de l'histoire de l'équipe à remporter le trophée Hart du meilleur joueur.
Les finances des Penguins sont au plus mal et ils frôlent la faillite. L’équipe ne doit son salut qu’à son principal créancier : Lemieux. En effet, la franchise lui doit des millions de dollars de salaires non payés mais Lemieux préfère annuler la dette et prendre la direction de la franchise plutôt que de voir l'équipe avec laquelle il a passé douze saisons disparaître seulement deux ans après son départ à la retraite,.
En novembre 2000, le propriétaire des Penguins annonce son retour au jeu pour cette saison 2000-2001. Dès son premier match contre les Maple Leafs de Toronto, il inscrit trois points dont un but. Il mène encore une fois les Penguins en séries éliminatoires mais ils sont défaits par les Devils du New Jersey en finale de l'association de l'Est.

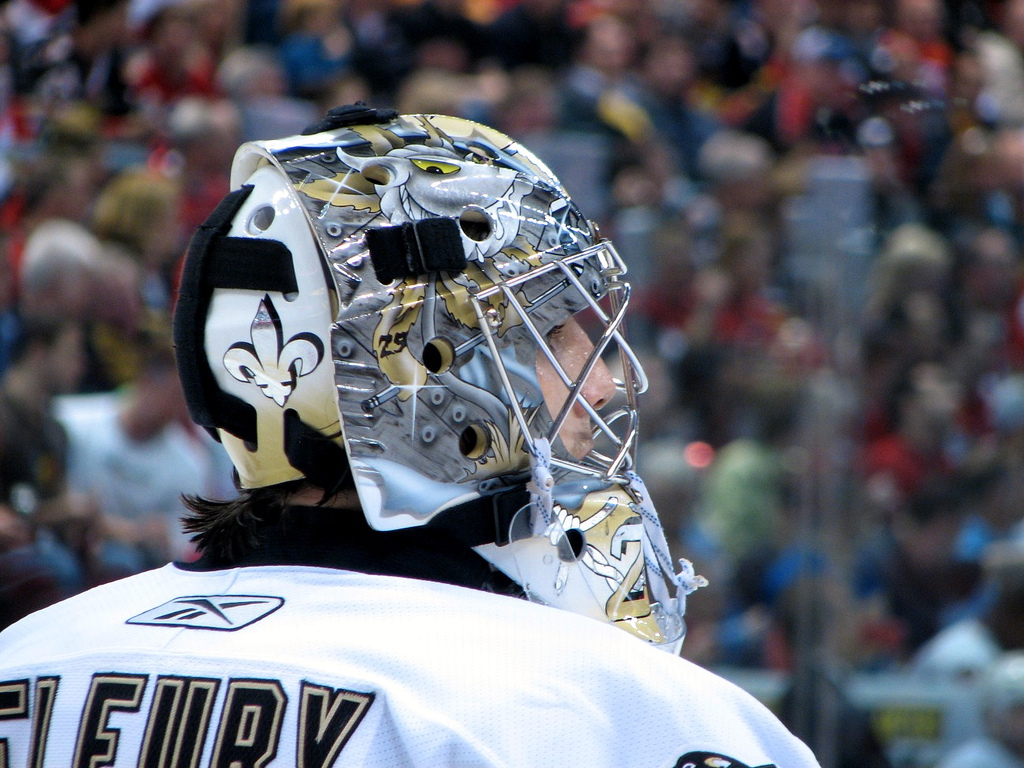
En 2003, la reconstruction des Penguins débute avec la sélection de Marc-André Fleury lors du repêchage de 2003.

Malgré le rachat par Lemieux, les finances de l'équipe sont encore juste et ils doivent se séparer de plusieurs gros salaires : ils vendent ainsi Jágr et František Kučera au cours de l’été 2001 aux Capitals de Washington en échange de trois joueurs et de 4,9 millions de dollars,. Les conséquences de l’absence de Jágr ne se font pas attendre puisqu'à la fin de la saison 2001-2002 et pour la première fois depuis douze ans, les Penguins sont absents des séries éliminatoires. Cette non-qualification entraîne le départ d'Alekseï Kovaliov, meilleur pointeur de l'équipe cette année, qui est vendu au cours de la saison suivante. Celle-ci est une nouvelle saison sans séries puisque l'équipe termine à l'avant-dernière place du classement.
La saison 2003-2004 de la LNH est censée être une année de reconstruction pour les Penguins qui ayant le premier choix du repêchage d’entrée, sélectionnent le gardien de but Marc-André Fleury. Cependant, les soucis financiers ne se résolvent pas pour autant et Lemieux commence à souffrir de la hanche dès le début de la saison : il doit alors rester au repos jusqu’à la fin de la saison et ne joue que dix matchs. Fleury ne joue que 21 rencontres dans la LNH, passant le reste de son temps dans la Ligue américaine de hockey avec les Penguins de Wilkes-Barre/Scranton. Avec 52 points, le défenseur Dick Tärnström est le meilleur pointeur des Penguins qui sont une nouvelle fois éliminés des séries avec la dernière place de toute la LNH,.

### L'ère Crosby: 2005-...

#### La saison annulée de 2004-2005 et ses conséquences

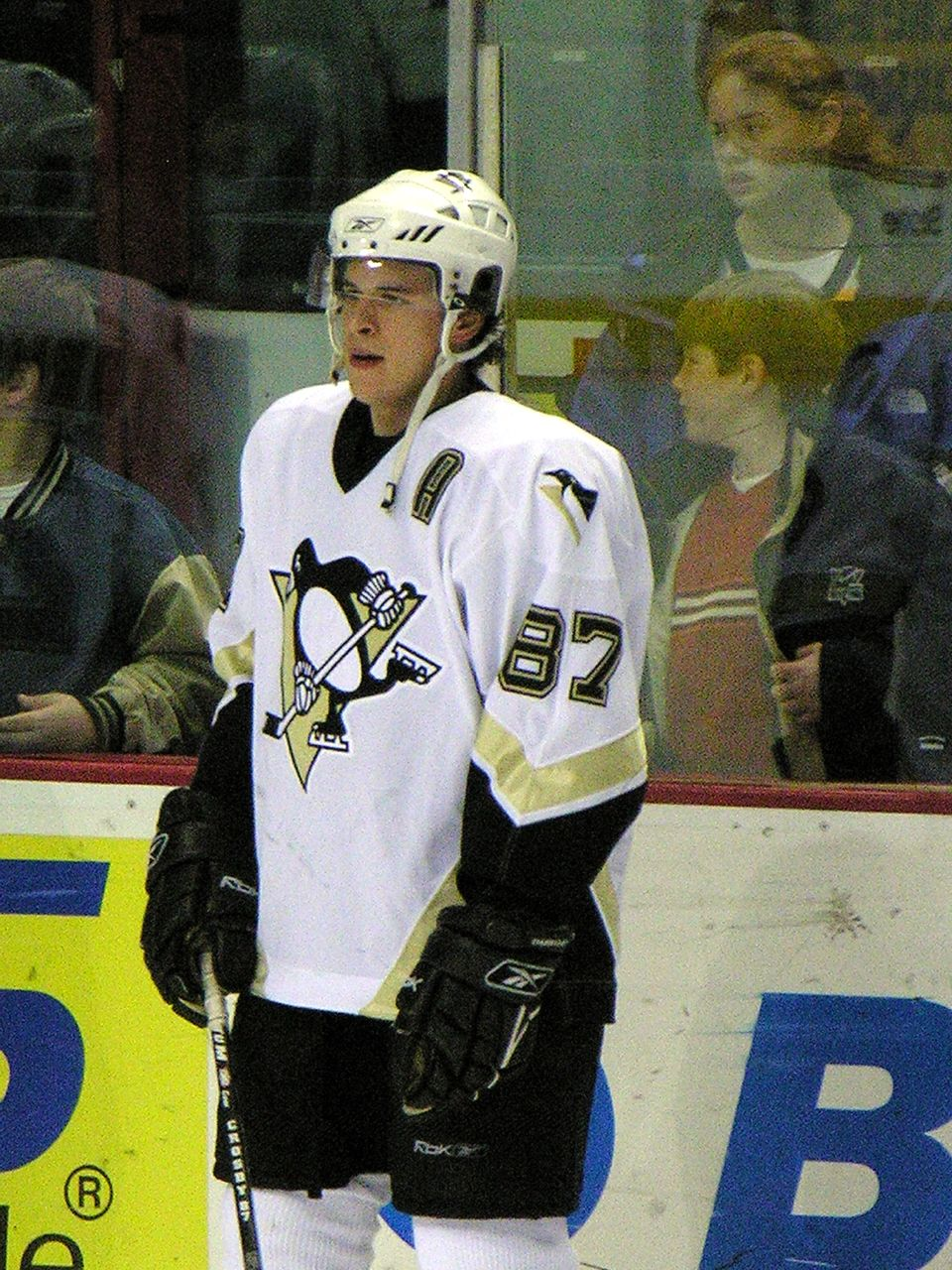
Sidney Crosby (ici en janvier 2006) est le premier choix du repêchage d’entrée de 2005.

La saison 2004-2005 de la LNH est annulée en raison d'un lock-out des dirigeants de la ligue alors que les rumeurs de départ de la franchise de Pittsburgh sont de plus en plus nombreuses en raison des difficultés financières croissantes. Lemieux déclare douter que la franchise puisse rester à Pittsburgh en grande partie en raison de la vétusté de la patinoire, le Mellon Arena qui est alors la plus vieille patinoire de la LNH. Plusieurs projets de construction de patinoire sont à l’étude aussi bien dans la ville de Pittsburgh que dans d’autres. La chambre de commerce de la ville de Pittsburgh estime la perte financière en raison des quarante-deux matchs annulés à environ 48 millions de dollars.
L'annulation de la saison entraîne un tirage un sort pour l'ordre de sélection pour le repêchage d’entrée de 2005. Les franchises de la LNH ont un nombre croissant de boules par rapport au classement de la saison 2003-2004. Avec trois boules, le maximum, les Sabres de Buffalo, les Blue Jackets de Columbus, les Rangers de New York et les Penguins ont le plus de chance de remporter le tirage au sort. Cette loterie a lieu le 22 juillet 2005 alors que les pronostics placent le jeune prodige de la Ligue de hockey junior majeur du Québec, Sidney Crosby, première position. Ce sont les Penguins qui remportent la loterie alors que Lemieux avait prévenu avant le repêchage l'agent du jeune Crosby, Pat Brisson que l'équipe souhaite voir Crosby rejoindre leurs rangs,. Les deux parties signent un contrat de 850 000 $ pour trois ans – le maximum pour un joueur recrue de la LNH. À la suite d'une proposition de Brisson, acceptée par la famille Lemieux, Crosby vient habiter chez son président le temps qu'il se fasse au monde de la LNH.
À la suite de la grève, et à partir de la saison 2005-2006, un nouveau système de plafond salarial est mis en place après un accord entre l’association des joueurs et les propriétaires des équipes. Lemieux rêve d’emmener une nouvelle fois les Penguins en séries mais il est contraint d’arrêter et de raccrocher pour de bon ses patins le 24 janvier 2006,. Le 17 avril 2006, Crosby devient le plus jeune joueur de l’histoire de la LNH à dépasser la barre symbolique des cent points inscrits — il égale alors le nombre de points réalisé par Lemieux au cours de sa première saison. Le lendemain au cours du dernier match de la saison des Penguins, Crosby marque un but et une passe et dépasse ainsi le score de Lemieux de deux points. Malgré les bonnes performances du jeune joueur, les Penguins finissent à la dernière place de l'association avec le plus grand nombre de buts encaissés, seuls les Blues de Saint-Louis finissant derrière eux. Le 20 avril, deux jours après la fin de la saison, la direction de l’équipe annonce que Craig Patrick, directeur général des Penguins depuis décembre 1989, n'est pas reconduit dans ses fonctions. Il est remplacé cinq jours plus tard par Ray Shero.

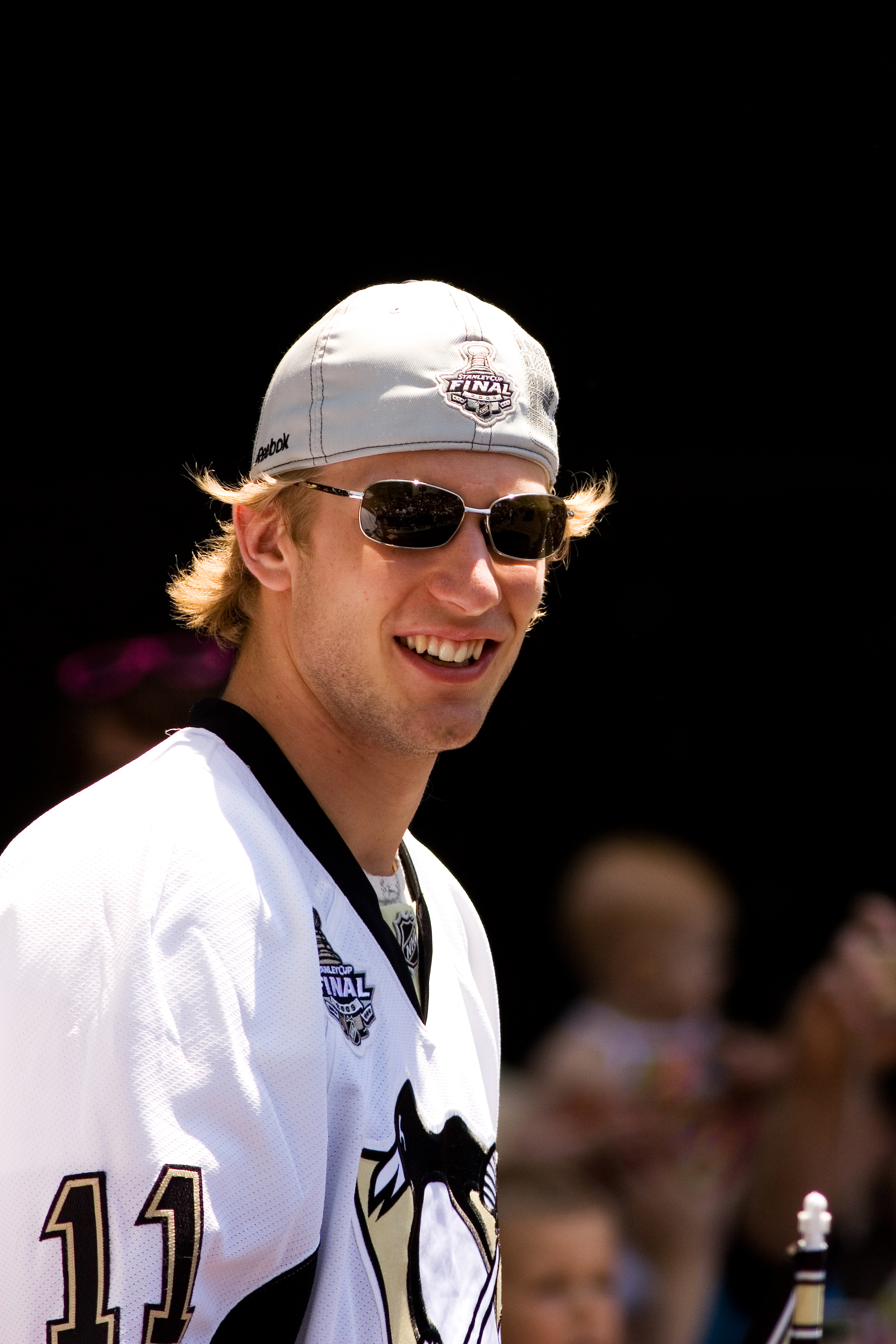
Jordan Staal (ici en 2009) rejoint les Penguins au début de la saison 2006-2007.

Au premier tour du repêchage de 2006, les Penguins choisissent en deuxième et leur choix se porte sur Jordan Staal. Le 5 septembre 2006, Shero annonce la signature du joueur russe Ievgueni Malkine, deuxième choix du repêchage de 2004 en provenance du championnat russe.
Le 2 mars 2007, Crosby devient le plus jeune joueur de l'histoire de la LNH à inscrire 200 points et seulement le deuxième joueur de moins de 20 ans à réaliser cette performance — le premier étant Wayne Gretzky en 1980-1981. À la fin de la saison régulière, les Penguins comptent 105 points, dépassant la centaine de points pour la première fois depuis 11 saisons. Ils se qualifient pour les séries mais sont éliminés au premier tour par les Sénateurs d'Ottawa. Crosby finit tout de même la saison comme meilleur pointeur et remporte le trophée Art-Ross. Il reçoit également le trophée Hart du meilleur joueur selon les journalistes  et celui du meilleur joueur selon les autres joueurs, le trophée Lester-B.-Pearson. Malkine, quant à lui, remporte le trophée Calder de la meilleure recrue. Il compte 85 points, le meilleur total de la LNH pour les joueurs recrues.
L'équipe 2007-2008 des Pens s'appuie une nouvelle fois sur Crosby, nommé capitaine de l'équipe en mai mais aussi sur Malkine, Staal et Fleury. Le 1er janvier 2008, l'équipe est opposée aux Sabres de Buffalo pour un match en extérieur sur le terrain des Bills, équipe de football américain de la National Football League le Ralph Wilson Stadium. Le match, baptisé « Classique hivernale », voit la victoire des Penguins sur le score de 2-1, le but de la victoire étant inscrit par le capitaine des Penguins.
Le 22 mars 2008, Malkine devient le douzième joueur de l'histoire des Penguins à dépasser la barre des 100 points au cours de la saison à la suite d'une victoire 7 buts à 1 et trois points. Premiers de la division lors de la saison régulière, les Penguins battent les Sénateurs d'Ottawa puis les Rangers de New York et enfin les Flyers de Philadelphie au cours des différents tours des séries 2008. Ils se qualifient ainsi pour la finale de la coupe Stanley contre les Red Wings de Détroit. Ces derniers s'imposent 4 matchs à 2, malgré la victoire des Penguins lors du cinquième match de la finale sur la glace de Détroit au bout de trois prolongations par un but de Petr Sýkora.

#### La troisième Coupe Stanley, 2008-2009

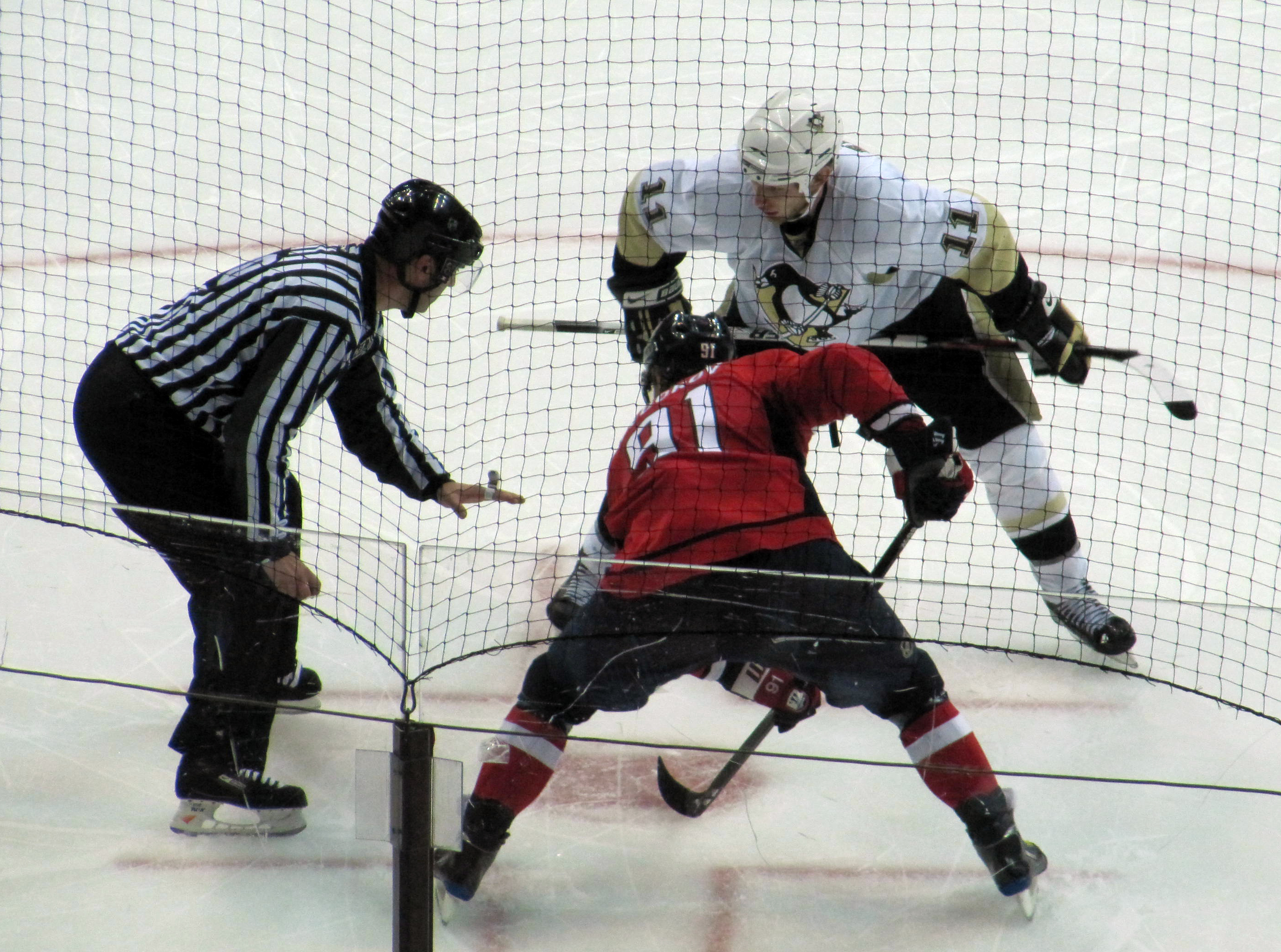
Jordan Staal à l'engagement contre Sergueï Fiodorov lors du premier match de la série contre les Capitals de Washington.

Avant les débuts de la saison 2008-2009, Shero décide d'assurer le long terme en signant des prolongations de contrat pour plusieurs des jeunes joueurs de l'équipe : Marc-André Fleury signe pour sept saisons avec Pittsburgh, Ievgueni Malkine pour cinq et Brooks Orpik pour six.
Les Penguins débutent la saison 2008-2009 en jouant en Suède contre les Sénateurs d'Ottawa pour deux matchs à Stockholm les 4 et 5 octobre. Quelques mois plus tard, les Penguins perdent deux des principaux défenseurs de l'équipe sur blessure : Ryan Whitney entre octobre et fin décembre et Sergueï Gontchar d'octobre à mi-février. Les résultats de l'équipe sont en dents de scie et au retour de Gontchar, les Penguins ne sont pas qualifiés pour les séries. La direction décide de se séparer de Michel Therrien et de le remplacer par l'entraîneur de l'équipe de la LAH, Dan Bylsma. Dans le même temps, Whitney rejoint les Ducks d'Anaheim en retour de Chris Kunitz puis avant la fin des échanges, Bill Guerin et Craig Adams rejoignent les Penguins.
Petit à petit, les Penguins remontent au classement pour terminer la saison à la deuxième place de la division derrière les Devils du New Jersey. Avec 113 points, Malkine est le meilleur réalisateur de la LNH et gagne le trophée Art-Ross alors Crosby est
troisième du classement.

Les Penguins rencontrent au premier tour des séries les Flyers de Philadelphie. Le cinquième match de la série voit la victoire des Flyers sur le score de 3-0 alors que la salle est complète pour un cent-dixième match consécutif à guichets fermés. Lors du sixième match joué à Philadelphie, le match débute mal pour les Penguins qui sont menés 3-0 avant de se reprendre et de remporter le match 5-3 et par la même occasion la série 4-2. Lors du deuxième tour, Pittsburgh retrouve les Capitals de Washington guidés par Aleksandr Ovetchkine, deuxième pointeur de la saison. La série se prolonge jusqu'au maximum, septième match de la série grâce à notamment une prestation de Semen Varlamov dans les buts des Capitals ainsi qu'au talent offensifs de Crosby et Ovetchkine. Lors du deuxième match, les deux joueurs vedettes, Crosby et Ovetchkine, inscrivent tour à tour un coup du chapeau pour une victoire 4-3 des Capitals. Le septième match décisif a lieu dans la salle de Washington et après 31 minutes de jeu, les Penguins mènent déjà 5-0. Ils remportent le match et la qualification sur le score de 6 buts à 2.

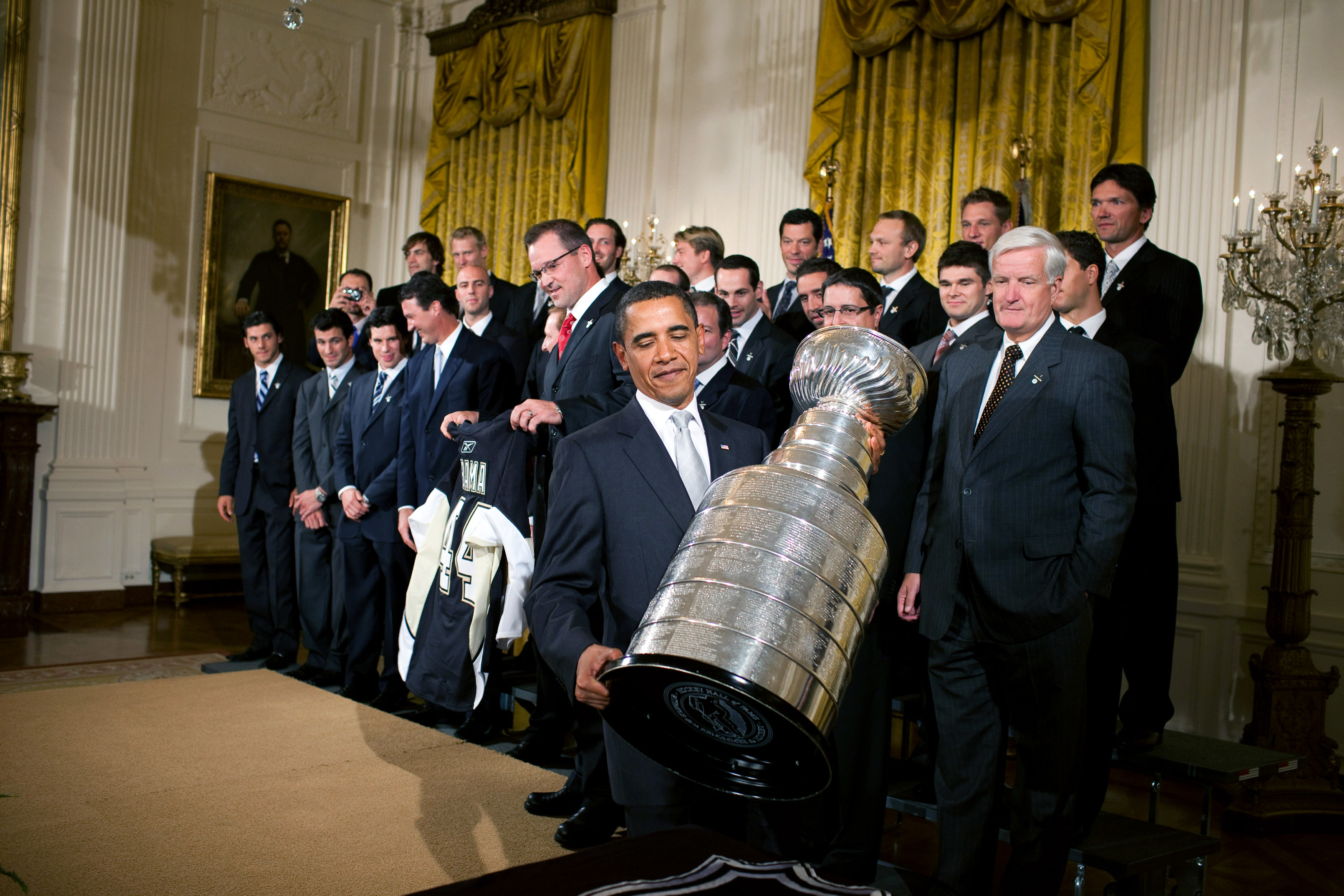
Barack Obama, président des États-Unis en 2009, reçoit les Penguins de Pittsburgh et la Coupe Stanley.

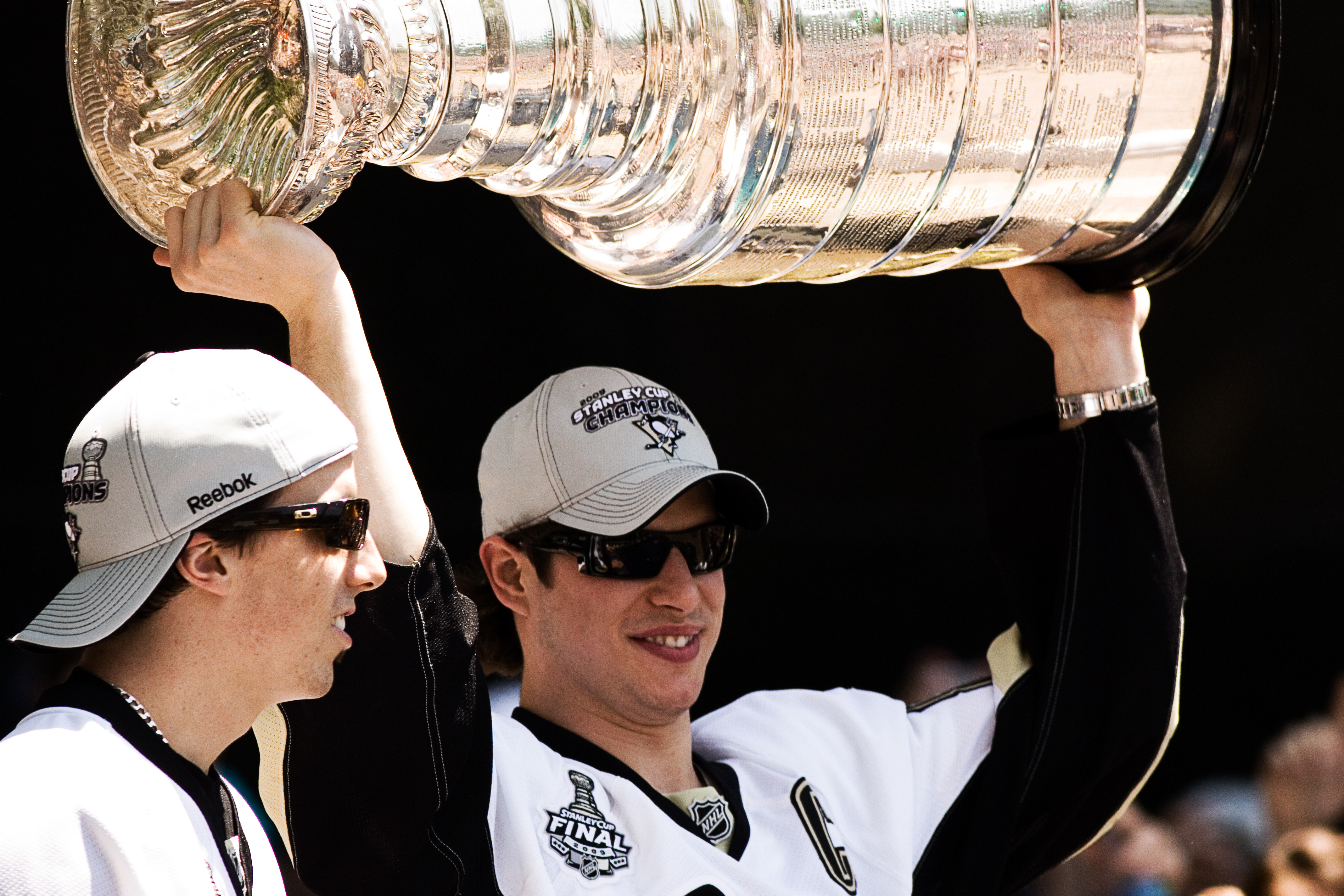
Marc-André Fleury, Sidney Crosby et la Coupe Stanley en 2009.

La finale d'association est jouée contre les Hurricanes de la Caroline qui perdent totalement pied contre les Penguins et sont éliminés en quatre matchs. Contrairement à la saison précédente et à la superstition de la LNH, Crosby en accord avec Bill Guerin décide de toucher le trophée Prince de Galles remis au champion de l'association.
L'équipe retrouve en finale les champions en titre, les Red Wings de Détroit. Après les deux premières rencontres et deux défaites de Pittsburgh 1-3, la finale semble prendre le même chemin que la saison passée mais les Penguins gagnent les deux matchs chez eux 4-2. Lors du cinquième match, Chris Osgood blanchit les Penguins 5-0 puis les Penguins se reprennent en gagnant 2-1 devant leurs partisans lors du sixième match. Le 12 juin, les Penguins remportent leur troisième Coupe Stanley sur glace de Détroit à la suite d'une victoire 2-1 grâce à un doublé de Maxime Talbot et à un double-arrêt de Fleury dans les dernières secondes de jeu. Crosby devient le plus jeune capitaine de l'histoire de la LNH a soulever la Coupe Stanley à l'âge de seulement 21 ans. Malkine, meilleur pointeur des séries avec 36 points en 24 matchs, gagne le trophée Conn-Smythe du meilleur joueur des séries.

#### Entre les Coupes
À la fin de la saison 2009-2010, Crosby termine avec 51 buts et dépasse pour la première fois de sa carrière la barre des cinquante buts en une saison. Il termine à égalité de buts avec Steven Stamkos du Lightning de Tampa Bay et les deux joueurs se voient récompenser par le trophée Maurice-Richard du meilleur buteur de la saison. Les Penguins terminent à la deuxième place de la division et sont qualifiés pour les séries de la Coupe. Ils rencontrent une nouvelle fois les Sénateurs lors du premier tour et en viennent à bout en six matchs mais au cours du deuxième tour, ils sont éliminés en sept matchs par les Canadiens de Montréal.
Au début de la saison suivante, les Penguins inaugurent leur nouvelle patinoire du Consol Energy Center mais leur saison est gâchée par les blessures des joueurs cadres de l'équipe. Ainsi Jordan Staal manque tout le début de la saison ; quand il revient au jeu en janvier, c'est au tour de Crosby puis de Malkine de se blesser. Ils manquent tous les deux la fin de saison même si Crosby finit meilleur pointeur de l'équipe avec 66 points. Deuxièmes de la division Atlantique, l'équipe de Pittsburgh perd au premier tour des séries en sept rencontres contre le Lightning. Lors de la saison 2011-2012, Malkine inscrit un total de 50 buts pour 109 points en 75 matchs. Il termine la saison meilleur pointeur de la LNH et deuxième meilleur buteur derrière Stamkos qui compte 60 buts. En l'absence de Crosby, Malkine maintient les Penguins en haut de l'affiche de la LNH et les aide à se qualifier pour les séries. Au premier tour, ils affrontent les Flyers de Philadelphie et sont éliminés sur le score de 4-2. Néanmoins Malkine remporte trois trophées : le trophée Art-Ross, le trophée Ted-Lindsay qui remplace le trophée Lester-B.-Pearson et enfin le trophée Hart.
Les débuts de la saison 2012-2013 n'ont lieu que le 19 janvier, un lock-out annulant toute la première partie du calendrier. Avec 56 points, Crosby termine meilleur pointeur de son équipe et remporte le trophée Ted-Lindsay. L'équipe, première de sa division, est également la meilleure équipe de l'association de l'Est. Les Penguins éliminent au premier tour des séries 2013 les Islanders de New York, 4-2, puis les Sénateurs d'Ottawa, 4-1, avant d'être éliminés 4-0 par les Bruins en finale d'Association.

#### Champions deux années de suite, en 2016 et 2017

Logo à l'occasion des 50 ans de l'équipe

La première partie de saison 2015-2016 est plutôt mitigée pour les Penguins, qui changent d'entraîneur à la mi-décembre avec l'arrivée de Mike Sullivan. L'équipe monte en puissance au fil de la saison : elle se classe deuxième de l'association de l'Est derrière Washington, alors que Crosby finit troisième meilleur pointeur de la LNH, avec 36 buts et 49 aides. Le premier tour des séries éliminatoires voit Pittsburgh affronter les Rangers de New York pour la troisième fois en trois ans. Contrairement aux deux années précédentes, ce sont les Penguins qui sortent vainqueurs en cinq matchs.
Au tour suivant, les Penguins jouent contre les Capitals de Washington et Aleksandr Ovetchkine. Le collectif de Pittsburgh finit par s'imposer 4-2 grâce à trois succès en prolongations. Ils atteignent une nouvelle fois la finale de l'Association à l'Est, face aux finalistes de la précédente édition, Tampa Bay. Après la perte du premier match, Crosby s'illustre en marquant le but de la victoire après 40 secondes de jeu dans la prolongation de la deuxième partie. La formation de Pennsylvanie remporte la troisième rencontre 4-2. Cependant, le Lightning prend une option sur la finale de LNH en remportant les deux rencontres suivantes. Le sixième match, qui peut être décisif, a lieu à Tampa, mais Pittsburgh prend le match à son compte et s'impose finalement 5-2. Le match 7, joué à Pittsburgh, se décide au deuxième tiers-temps et se solde par une victoire finale des Penguins, 2-1. Ils atteignent ainsi, pour la première fois depuis leur victoire de 2009, la finale de la Coupe Stanley et sont opposés aux Sharks de San José.
Pittsburgh remporte les deux premiers matchs, avec notamment une victoire en prolongation et un but de Conor Sheary au cours du match numéro 2. San José parvient à s'imposer, aussi en prolongation, lors du troisième match, mais ne peut éviter la défaite dans le match 4, tombant sur un excellent Matt Murray devant les filets des Penguins. Pittsburgh manque une première occasion de remporter le titre sur sa glace en s'inclinant 2-4 lors du match 5. La sixième rencontre de la série est donc jouée à San José et les Penguins s'imposent finalement 3-1. Sidney Crosby est auréolé du trophée Conn-Smythe, récompensant le joueur le plus utile, grâce à ses 6 buts et 13 assistances sur l'ensemble des séries.
L'équipe des Penguins se classe deuxième de la division Métropolitaine à la fin de la saison 2016-2017 et battent, au premier tour des séries 2017, les Blue Jackets de Columbus, en 5 matchs. Les Penguins rencontrent les Capitals au deuxième tour. Ils remportent les deux premiers matchs sur la glace de Washington avec deux buts et deux aides de leur capitaine Crosby, mais au cours du troisième match, ce dernier subit une nouvelle blessure après avoir été pris pour cible par Ovetchkine et Matt Niskanen. Pittsburgh s'incline lors de cette troisième soirée, mais remporte le quatrième sans Crosby. Les Penguins réussissent finalement à éliminer les Capitals en sept matchs pour atteindre une nouvelle fois la finale de l'Association. Crosby et les siens affrontent Ottawa, étonnant demi-finaliste des séries. D'autant plus que cette finale d'association nécessite également sept rencontres. Au cours de la rencontre décisive (jouée à Pittsburgh) et des 60 minutes de jeu, les deux équipes sont à égalité, 2 buts partout. Il faudra deux prolongations pour voir les Penguins s'imposer : Crosby récupère le palet dans sa zone et le transmet à Justin Schultz ; ce dernier part en contre-attaque avec Kunitz, qui parvient à inscrire le but de la qualification.
La finale 2017 de la Coupe Stanley voit l'opposition entre les Penguins et les Predators de Nashville, présents pour la première fois en finale. Dominés lors des deux premiers matchs, les Penguins s'imposent tout de même à domicile, 5-3 et 4-1. Nashville continue sa poussée lors des deux rencontres suivantes et la série est remise à égalité deux matchs partout. Le cinquième match est joué à Pittsburgh et les locaux s'imposent facilement 6-0, avec un blanchissage de Murray. Les Penguins remportent finalement une nouvelle Coupe Stanley, la 5e de leur histoire en surprenant les Predators chez eux dans les tout derniers instants d'une rencontre qui semblait s'en aller vers les prolongations. Crosby finit les séries avec 26 points, un de moins que Malkine, mais c'est lui qui est désigné vainqueur du trophée Conn-Smythe, comme en 2016. Grâce à ce sacre, les Penguins réussissent un doublé que la LNH attendait depuis les deux titres des Red Wings de Détroit, en 1997 et 1998.

## Les maillots et logos de la franchise

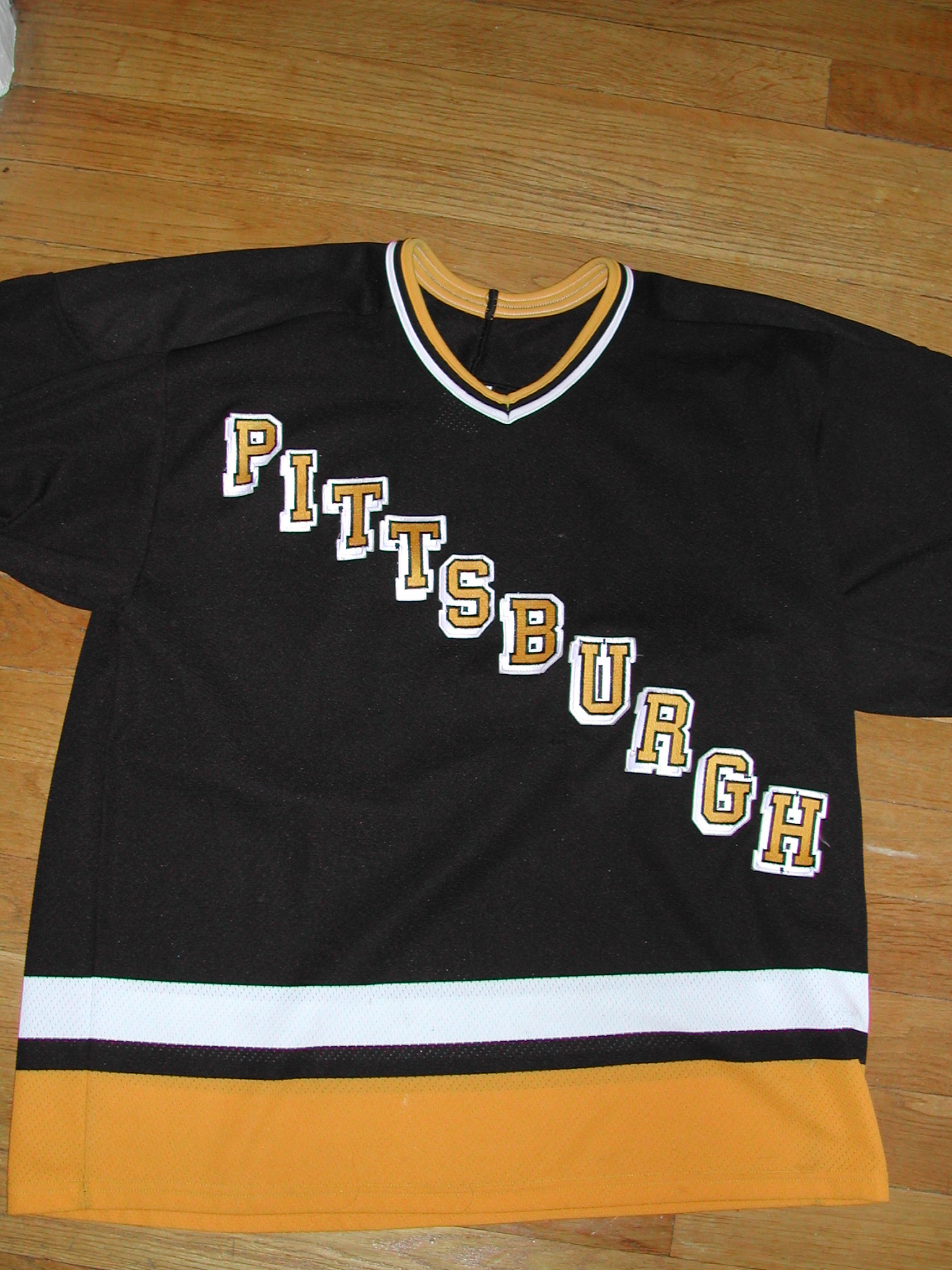
Le maillot extérieur introduit en 1993.

Comme toutes les équipes de la LNH, les Penguins utilisent différents maillots et logotypes depuis leur création.Le premier maillot des Penguins a pour couleur le blanc, le bleu clair et le bleu foncé et avec simplement écrit dessus PITTSBURGH en diagonale. Le maillot domicile est à dominante blanche tandis que le maillot extérieur est à dominante bleu foncé. En bas du maillot et des manches, la tenue domicile possède des fines bandes bleu foncé alors que le maillot extérieur possède des bandes blanches. Le premier logotype de la franchise représente un manchot qui patine avec une écharpe et un cercle noir autour de lui. Dans ce cercle, en blanc était écrit en haut PITTSBURGH et en bas PENGUINS. Le logo en question n'est pas présent sur le maillot de l'équipe.
Ces premières couleurs de maillot viennent de Riley, le premier président de la franchise, originaire de Toronto et supporter des Argonauts de Toronto du Football canadien dont le maillot a les mêmes teintes. L'idée d'écrire le nom de la ville en diagonale a été proposé par George Sullivan, premier entraîneur de l'équipe, en référence aux maillots de son ancienne équipe, les Rangers de New York. L’année d’après le logo de la franchise apparaît et le manchot perd son écharpe. Les maillots ne changent pas de teintes mais les fines bandes disparaissent au profit d’une large bande de couleur soit bleu foncé soit blanche. En 1970-1971, le maillot blanc devient le maillot domicile et les Penguins sont une des premières formations de la LNH à inscrire le nom des joueurs au-dessus du numéro dans le dos ; ce marquage n'est réalisé que sur les maillots domiciles.
Au début de la saison 1972-1973, le cercle du logo disparaît et le manchot grossit sur le maillot. Le reste du maillot reste globalement le même, même si des couleurs sont rajoutées sur les manches. Le 30 janvier 1980, les Penguins changent totalement les couleurs et adoprent des maillots or et noir pour la première fois de leur histoire. Les couleurs sont adoptées afin d’uniformiser les tenues des différentes équipes sportives de Pittsburgh et afin de tenter d’attirer plus de fans de la « ville des Champions ». En effet, les Pirates (baseball) gagnent en 1979 la Ligue nationale et les Steelers (football américain) mettent la main sur le Super Bowl le 20 janvier 1980. Les Bruins de Boston, considérant que le jaune et le noir sont leur couleur, portent réclamation auprès de la LNH mais les Penguins arguent qu'il s'agit des couleurs portées par l’ancienne équipe des Pirates de Pittsburgh dans les années 1920.
Mis à part les couleurs, les maillots restent globalement les mêmes avec le remplacement du bleu foncé par le noir et du bleu clair par la couleur or. De 1981 à 1985, l’équipe portent alternativement à domicile les anciens et les nouveaux maillots.
En 1993, le logotype des Penguins se modernise et les maillots évoluent. Ainsi, le manchot qui patine laisse sa place à un dessin plus sérieux d’une tête de manchot et le maillot extérieur se différencie totalement du maillot domicile. Ce dernier, toujours à dominante blanche, arbore la tête de manchot tandis que le maillot noir extérieur l’arbore sur les bras et sur le devant du maillot est marqué en diagonale et en capitales PITTSBURGH. Au cours de la saison 1995-1996, les Penguins font partie des cinq équipes de la ligue à décider de porter un troisième maillot pour les occasions spéciales. Ce maillot est à dominante noire avec la tête de manchot dessus et des bandes qui continue le logo. Ce troisième maillot remplace en 1997-1998 le maillot noir extérieur.
Pour la saison 1999-2000, les Penguins introduisent un nouveau troisième maillot avec l’ancien logo du début du manchot qui patine sans le cercle. En 2002, ce troisième maillot est adopté comme maillot permanent de l’équipe. Pour la saison 2007-2008, la LNH décide de changer les maillots des trente franchises à la suite d'un partenariat avec l'équipementier Reebok. À cette occasion, le maillot des Penguins change également, même si cela faisait déjà un an que Reebok est la marque de l'équipe ; le logo de 1993 est abandonné. En 2008, lors du match en extérieur 1er janvier, l'équipe porte un maillot bleu et blanc, réplique du maillot de 1968-1969. Ce maillot devient alors officiellement le troisième maillot de l'équipe,.

Premier logo de l'équipe, utilisé lors de la saison 1967-1968.
Deuxième logo, le manchot perd son écharpe (1968). Utilisé de 1968 à 1971.
Logo de 1971 à 1992.
Logo de 1992 à 2002
Logo de 2002 à 2016.
Logo principal depuis 2016

## Les franchises associées

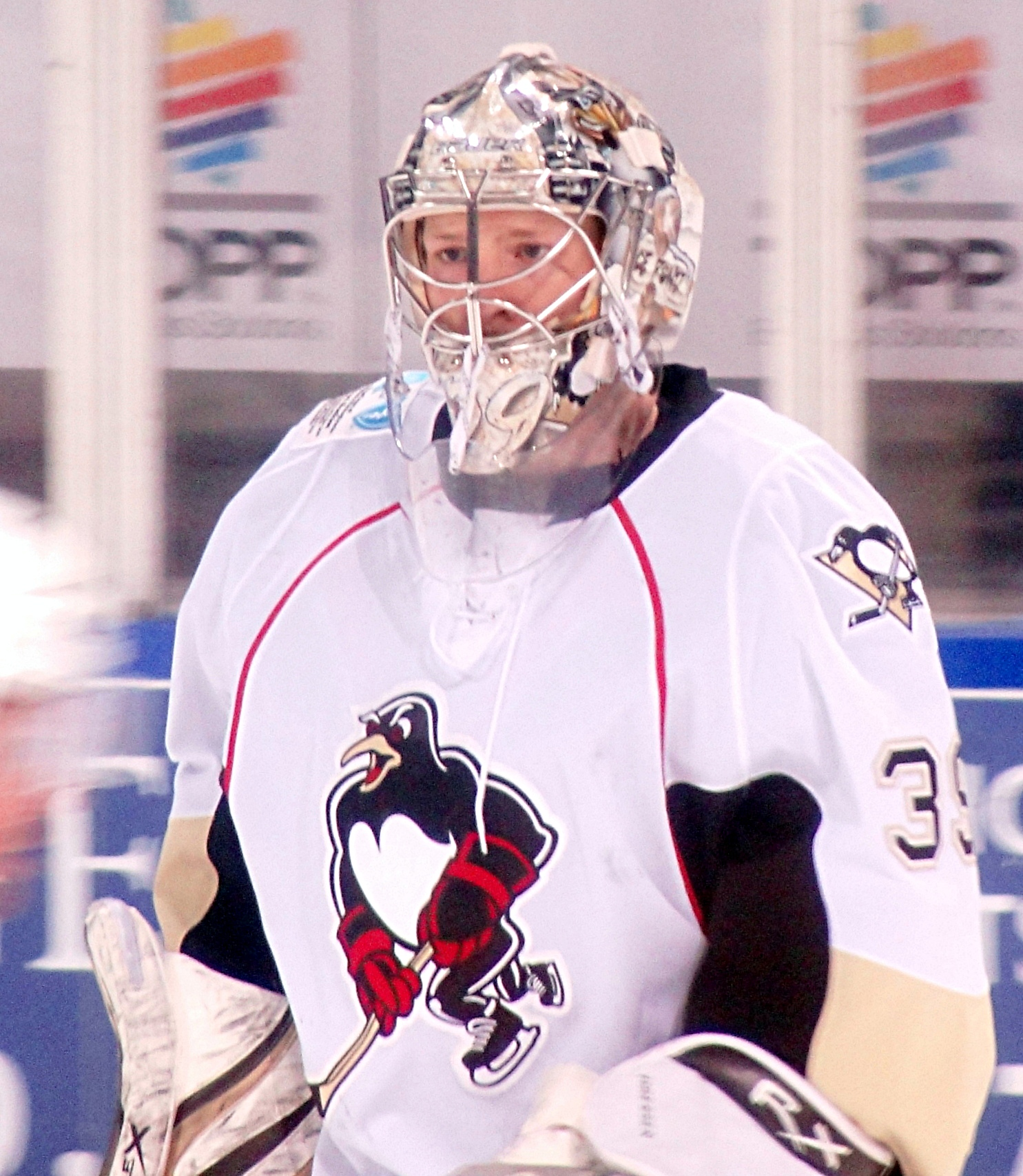
Brad Thiessen en 2012 avec le maillot des Penguins de Wilkes-Barre/Scranton.

Depuis le début des Penguins, les franchises de la LNH sont associées à des franchises de ligues mineures. Ces franchises constituent un vivier pour les équipes de LNH et sont souvent appelées club-écoles. La liste ci-dessous présente les différentes équipes au cours des années passées associées aux Penguins  :
- 1967-1968 : Clippers de Baltimore (Ligue américaine de hockey - LAH)
- 1968-1969 : Wranglers d'Amarillo [Note 8] (Ligue centrale de hockey - LCH)
- 1969-1970 : Clippers de Baltimore (LAH)
- 1970-1971 : Clippers de Baltimore (LAH) et Wranglers d’Amarillo (LCH)
- 1971 à 1975 : Komets de Fort Wayne (Ligue internationale de hockey - LIH) et Bears de Hershey (LAH)
- 1974-1975 : Jets de Johnstown (North American Hockey League - NAHL)
- 1975 à 1977 : Bears de Hershey (LAH)
- 1977 à 1979 : Dusters de Broome (LAH) et Owls de Grand Rapids (LIH)
- 1980-1981 : Dusters de Broome (LAH)
- 1981-1982 : Blades d'Érié (LAH) et Mohawks de Muskegon (LIH)[Note 9]
- 1982-1983 : Skipjacks de Baltimore (LAH)
- 1987 à 1990 : Lumberjacks de Muskegon (LIH)
- 1990 à 1992 : Cherokees de Knoxville - Ligue de hockey de la Côte Est (ECHL)
- 1992 à 1997 : Lumberjacks de Cleveland (LIH)
- 1993-1994 : Icehawks de Louisville (ECHL)
- 1995-1996 : Admirals de Hampton Roads (ECHL)
- 1996-1998 : Chiefs de Johnstown (ECHL)
- 1997-1999 : Crunch de Syracuse (LAH)[Note 10]

Depuis la saison 1999-2000, les deux équipes associées aux Penguins sont :
- les Penguins de Wilkes-Barre/Scranton (LAH)
- les Nailers de Wheeling (ECHL)

## Les patinoires des Penguins

### Le Mellon Arena

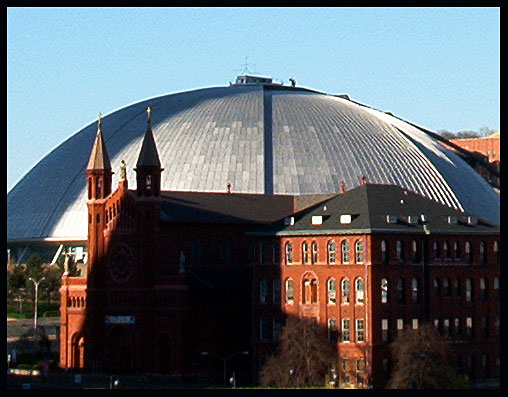
Le Mellon Arena surnommé l’igloo.

Entre 1967 et 2010, les Penguins ont pour patinoire le Mellon Arena, appelé Pittsburgh Civic Arena de 1961 à 1999. En raison de sa forme, le Mellon Arena est surnommé l’Igloo et peut accueillir à ses débuts 12 000 personnes. À la suite des différentes modernisations, la patinoire peut accueillir en 2010 16 958 mais est alors une enceinte très vétuste – il s'agit de la plus vieille patinoire utilisée dans la LNH.
La patinoire possède un dôme qui peut s’ouvrir et peut, en théorie, permettre à une rencontre de se jouer à ciel ouvert même si cela ne se produit jamais. En effet, en 1995, l’ajout d’un tableau de score empêche par la suite la possibilité d’ouvrir ce dôme. En 1990, le 41e Match des étoiles de la LNH a lieu dans le Mellon Arena. Mario Lemieux et Paul Coffey, joueurs des Penguins, sont sélectionnés sur la première ligne de l'association Wales. Lemieux finit devant son public meilleur joueur du match avec quart buts et égale par la même occasion le record de buts inscrits au cours d’un Match des étoiles – record détenu jusque-là par Wayne Gretzky.
Au début de la saison 2006-2007, les Penguins sont à la recherche de solutions pour construire une nouvelle salle moins onéreuse et plus moderne. Le 13 mars 2007, le gouverneur de l'État, Ed Rendell, le maire de Pittsburgh, Luke Ravenstahl, et les dirigeants de la franchise annoncent que les Penguins vont rester à Pittsburgh pour au moins encore 30 ans avec le projet de construction d'un nouvel aréna dans le même quartier que le Mellon Arena.
Le dernier match de l'histoire des Penguins au Mellon Arena est joué contre les Canadiens de Montréal lors du septième match du deuxième tour des séries de la saison 2009-2010. Les Penguins, champions en titre de la Coupe Stanley, sont éliminés en perdant ce match sur le score de 5 à 2. Les Canadiens étaient également les premiers adversaires de l'histoire des Penguins au Mellon Arena et avaient également remportés le match.

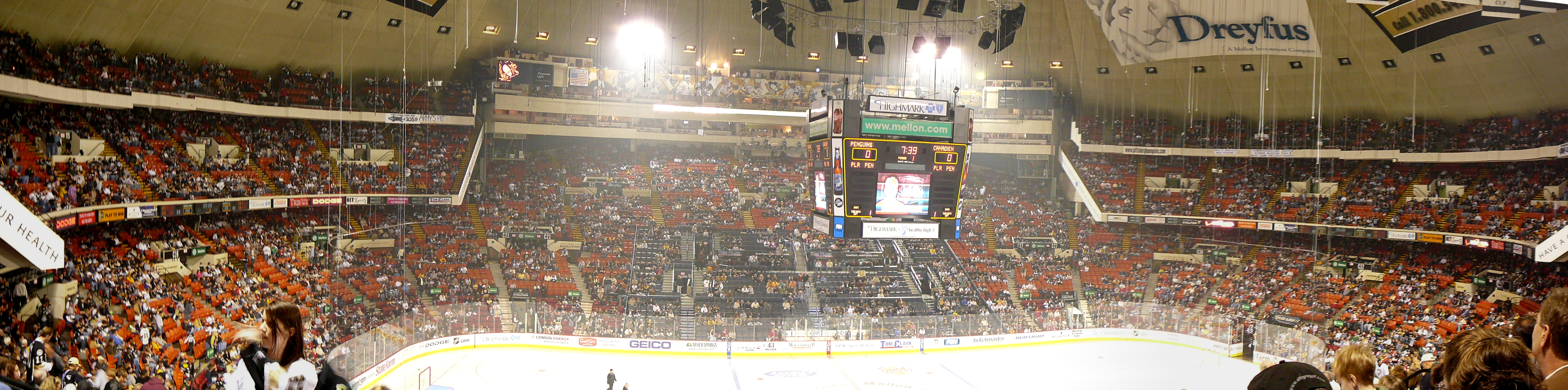
L'intérieur du Mellon Arena

### Le PPG Paints Arena

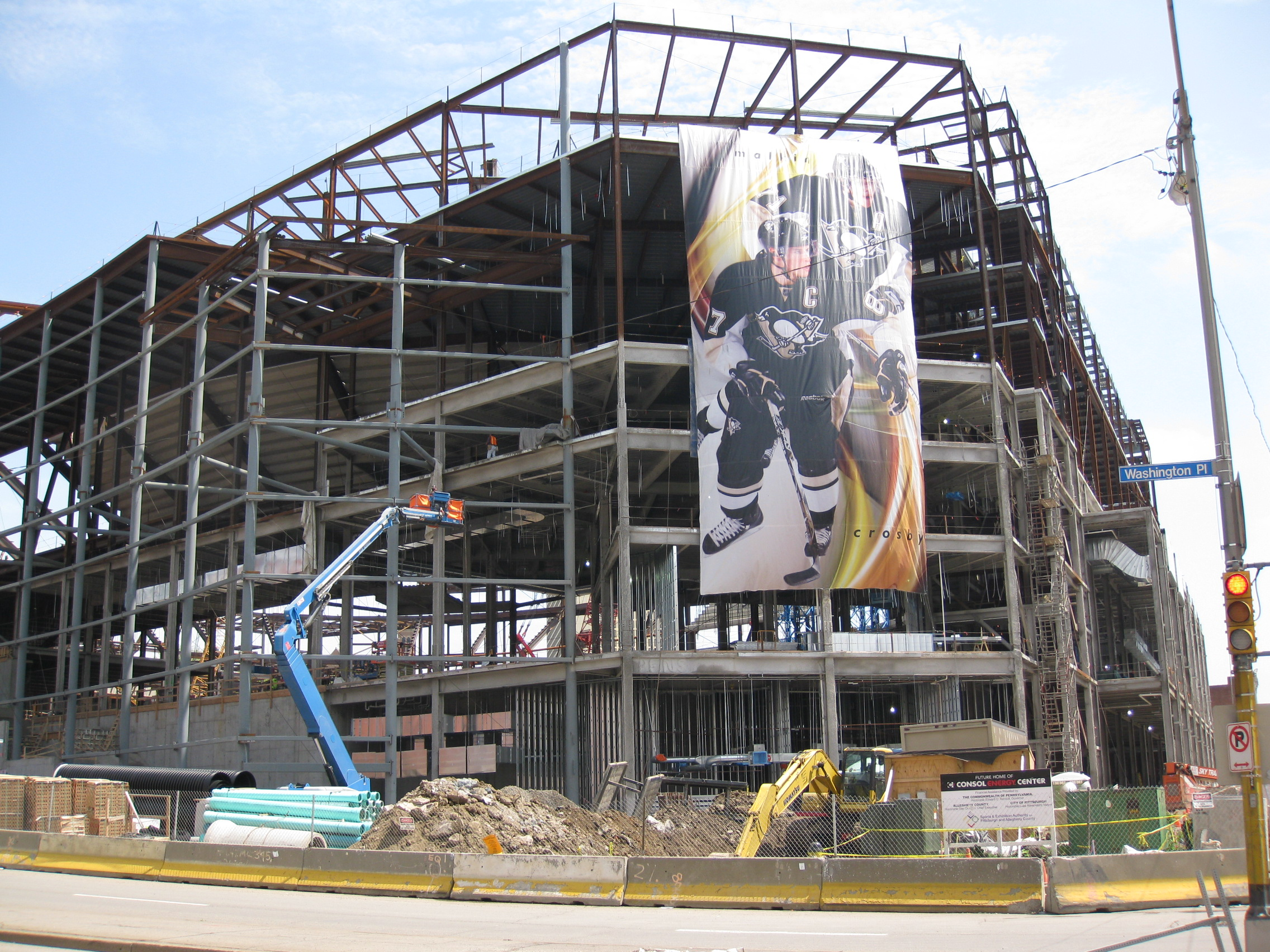
Le Consol Energy Center en construction en mai 2009.

La nouvelle patinoire des Penguins coûte 290 millions de dollars et est co-financé par plusieurs partis dont les Penguins de Pittsburgh. Le 22 mars 2008, la démolition de l'ancien hôpital St. Francis Central est réalisée. Cette démolition entre dans l'ensemble des démolitions réalisées sur le futur emplacement de la patinoire des Penguins. En décembre 2008, la salle est officiellement nommée Consol Energy Center à la suite de l'achat des droits par la société CONSOL Energy pour 21 ans.

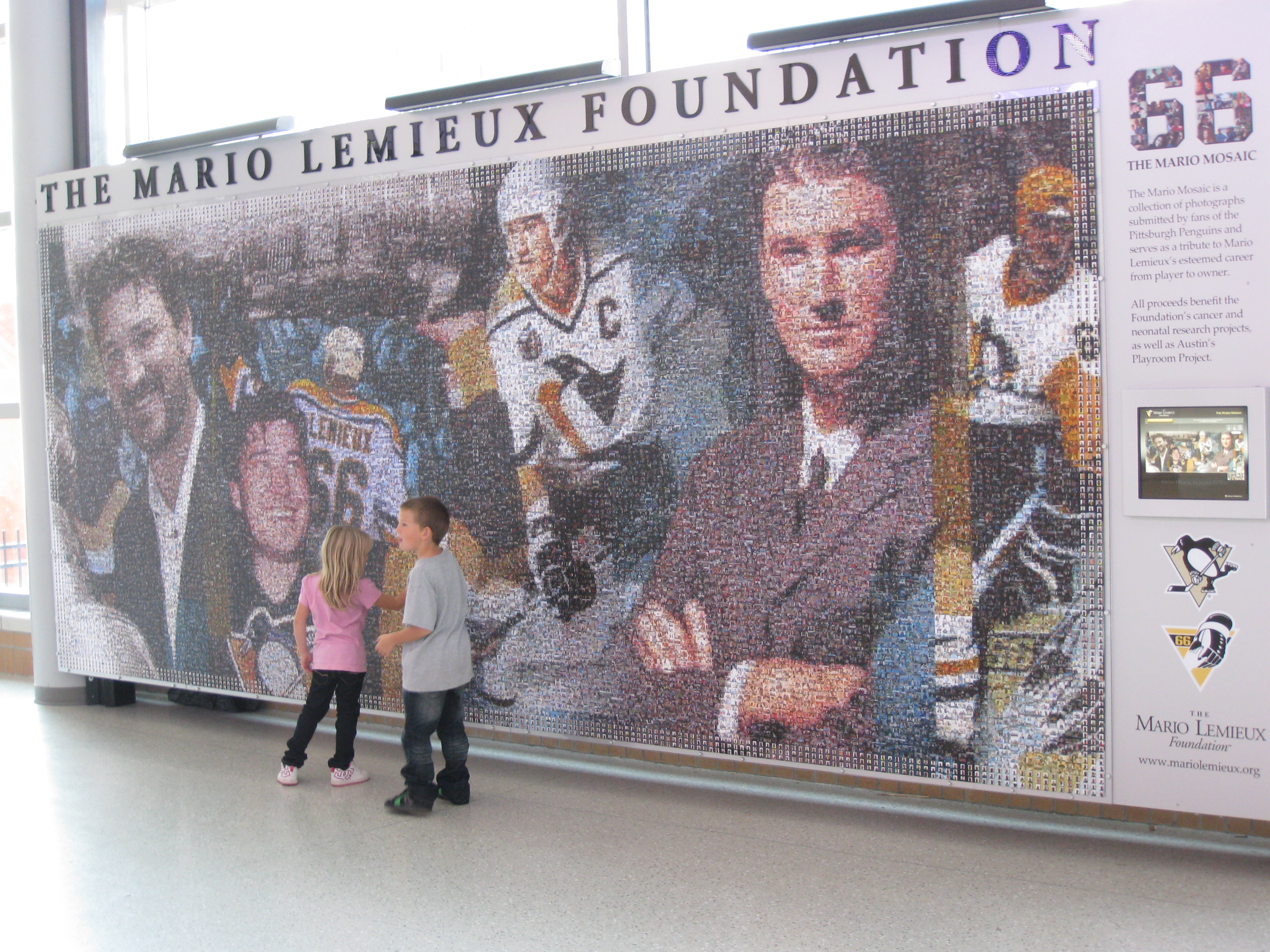
La mosaïque en hommage à Mario Lemieux dans le Consol Energy Center.

La nouvelle salle peut accueillir 18 087 personnes avec 267 suites de luxes et des espaces destinés aux joueurs vedettes de l'histoire de la franchise. Ainsi, à l'occasion de la fin de la construction, l'équipe dévoile une liste des quinze meilleurs joueurs de l'histoire de la franchise, selon le vote des fans mais également des officiels et journalistes. Un espace interactif est destiné à ces joueurs dans une salle du Consol Energy Center mais également aux plus belles rencontres des Penguins et aux trois victoires de l'histoire de la franchise. Le jour de son anniversaire, le 5 octobre 2010, Mario Lemieux dévoile une mosaïque réalisée avec 21 000 photographies de fans et d'ouvriers de la construction de la patinoire. Cette mosaïque représente un montage de six photographies de Lemieux entre ses débuts et la victoire en 2009. Chacun des emplacements de photographies de fans coûte 66 dollars, les fonds récoltés sont versés à la Fondation Mario Lemieux. Les ouvriers et personnes ayant travaillé sur la construction du complexe sont tous en photographie et constituent la bordure du montage.
La première rencontre officielle de la LNH disputée le Consol Energy Center a lieu au cours de la saison 2010-2011, le 7 octobre 2010, contre les Flyers de Philadelphie, une défaite 3-2. Le premier match que joue les Penguins dans leur nouvelle patinoire est un match préparatoire de la saison, le 22 septembre contre les Red Wings de Détroit et l'emportent 5-1.
En octobre 2016, la société CONSOL Energy cède ses droits au profit de PPG Industries, ce qui a pour effet immédiat la renommination de l'aréna en PPG Paints Arena.

## Les Penguins et leurs fans

### Les mascottes

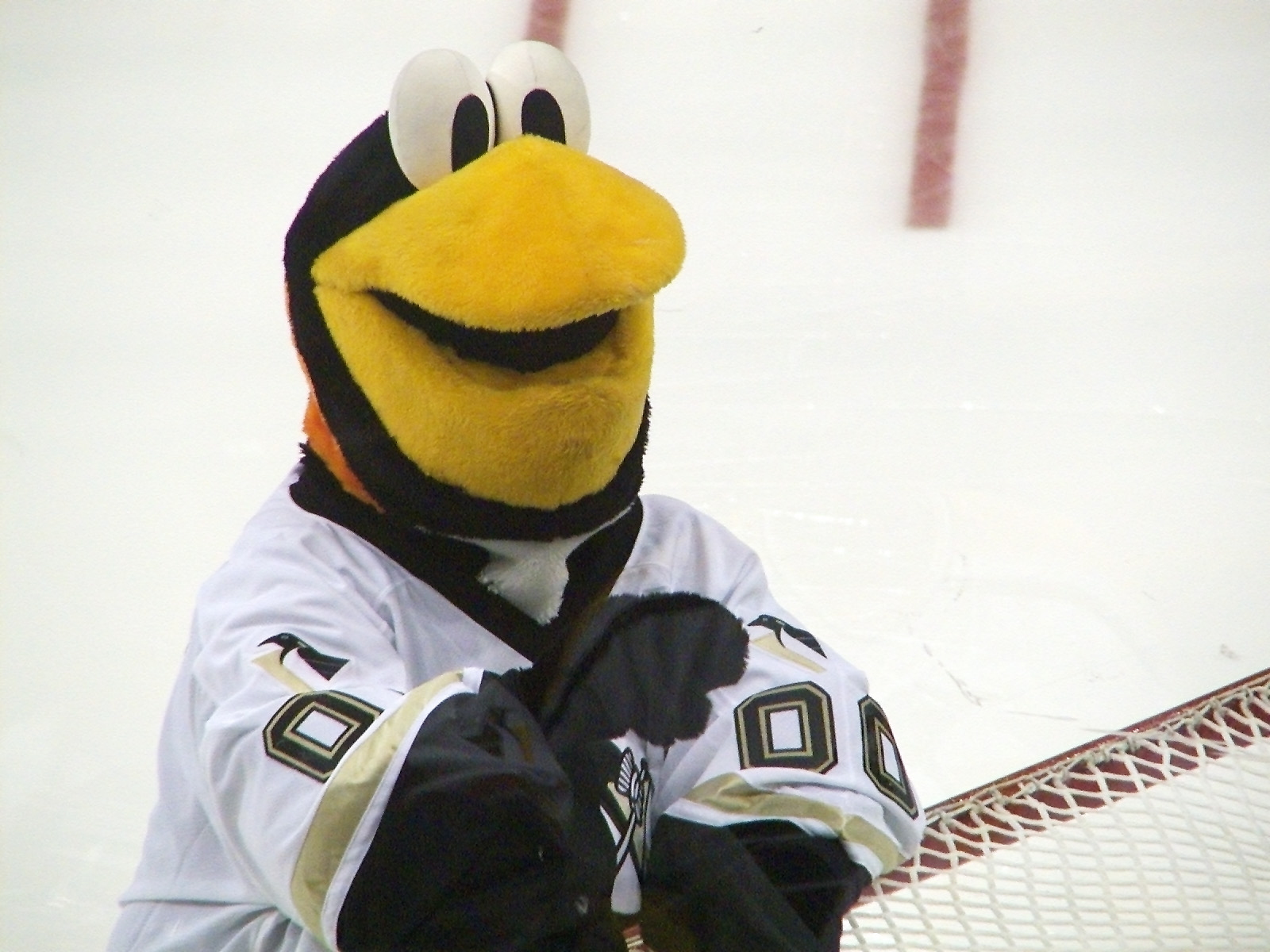
Iceburgh mascotte des Penguins.

Comme toute équipe professionnelle américaine, les Penguins ont eu différentes mascottes au cours de leur histoire. La première mascotte date de la deuxième saison des Pens. Il s'agissait d'un vrai manchot né en Équateur et se nommant Pete. Il fait son apparition lors d'un match contre les Bruins de Boston le 21 février octobre 1968. Pete est mort un mois plus tard d'une pneumonie car le personnel du Civic Arena pensait qu’il aimerait avoir de la chaleur et donc avait fait en sorte qu'il n’ait pas froid. Peu de temps après, un nouveau manchot fait son apparition et il est appelé ‘Re-Pete’. Cette nouvelle mascotte survit jusqu’à la saison 1971-1972.
Depuis le début de la saison 1993-1994, Iceburgh est chargé d'animer les pauses du match dans la patinoire des Penguins. Sous le nom de Icey, la mascotte fait une apparition dans Mort subite, le film avec Jean-Claude Van Damme de 1995.

### Les Penguins dans la vie locale de Pittsburgh

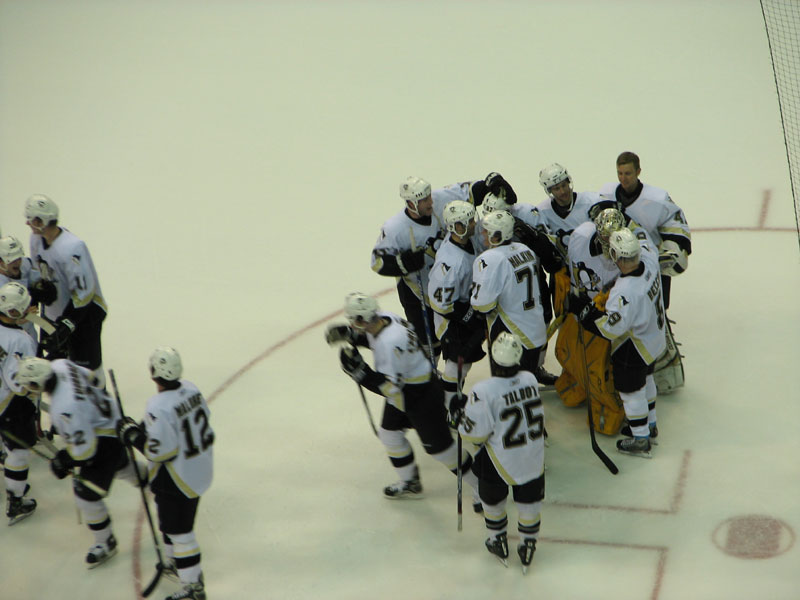
Les Penguins de Pittsburgh.

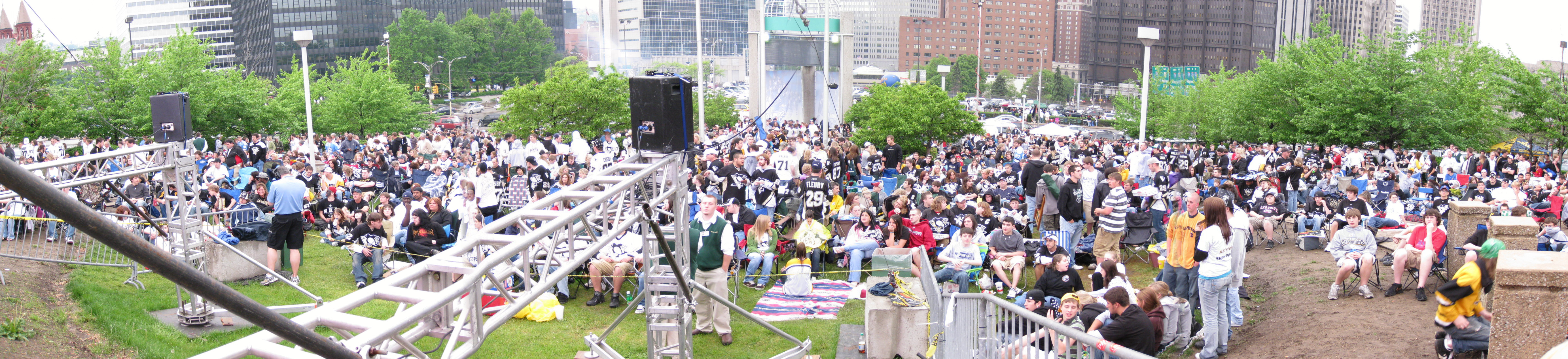
Les fans des Penguins à l'extérieur de la Mellon Arena.

La ville des Pittsburgh possède un passé de ville d’aciérie et les fans sont aujourd'hui nombreux à suivre les performances de l’équipe. Cela n'a pas toujours été le cas, ainsi lors de la deuxième saison, l’affluence moyenne est de 6 008 personnes par match alors que la patinoire peut en accueillir le double. Depuis l’affluence n’a cessé d'augmenter et depuis 2006, le Mellon Arena est régulièrement au maximum de sa capacité. À la fin de la saison 2009-2010, les Penguins jouent leurs derniers matchs dans la patinoire de la Mellon Arena. Ils totalisent finalement une série de matchs à guichets fermés qui dure depuis le 14 février 2007, soit un total de 166 matchs consécutifs, matchs des saisons régulières et des séries confondus. Le 19 janvier 2020, les Penguins jouent leur 600e match consécutif à domicile à guichets fermés. Cette série d'affluence prend fin en octobre 2021 après 14 saisons et 633 rencontres jouées à guichets fermés au cours d'un match contre les Stars de Dallas.
Le tableau ci-dessous présente le taux de remplissage des patinoires des Penguins. La moyenne pour une année peut être supérieure à la capacité de la salle car cette dernière possède un certain nombre de places fixes – colonne capacité – mais quelques places supplémentaires sont disponibles.
| Saison    | Capacité |                | Saison régulière | Saison régulière | Saison régulière | Saison régulière              |                               | Séries éliminatoires          | Séries éliminatoires          | Séries éliminatoires | Séries éliminatoires |
| Saison    | Capacité | PJ             | GF               | Total            | Moy              | PJ                            | GF                            | Total                         | Moy                           |                      |                      |
| 1967-1968 | 12 580   | 37             | 0                | 274 049          | 7 407            | Non qualifiée pour les séries | Non qualifiée pour les séries | Non qualifiée pour les séries | Non qualifiée pour les séries |                      |                      |
| 1968-1969 | 12 580   | 38             | 0                | 228 285          | 6 008            | Non qualifiée pour les séries | Non qualifiée pour les séries | Non qualifiée pour les séries | Non qualifiée pour les séries |                      |                      |
| 1969-1970 | 12 580   | 38             | 0                | 265 936          | 6 998            | 5                             | 2                             | 53 592                        | 10 718                        |                      |                      |
| 1970-1971 | 12 580   | 39             | 3                | 377 182          | 9 671            | Non qualifiée pour les séries | Non qualifiée pour les séries | Non qualifiée pour les séries | Non qualifiée pour les séries |                      |                      |
| 1971-1972 | 12 580   | 39             | 5                | 375 711          | 9 634            | 2                             | 1                             | 25 515                        | 12 758                        |                      |                      |
| 1972-1973 | 12 866   | 39             | 7                | 436 601          | 11 195           | Non qualifiée pour les séries | Non qualifiée pour les séries | Non qualifiée pour les séries | Non qualifiée pour les séries |                      |                      |
| 1973-1974 | 13 431   | 39             | 4                | 396 197          | 10 159           | Non qualifiée pour les séries | Non qualifiée pour les séries | Non qualifiée pour les séries | Non qualifiée pour les séries |                      |                      |
| 1974-1975 | 13 404   | 40             | 11               | 448 977          | 11 224           | 5                             | 4                             | 66 833                        | 13 367                        |                      |                      |
| 1975-1976 | 16 402   | 40             | 0                | 458 198          | 11 455           | 1                             | 0                             | 13 626                        | 13 626                        |                      |                      |
| 1976-1977 | 16 404   | 40             | 1                | 401 580          | 10 040           | 2                             | 0                             | 25 961                        | 12 984                        |                      |                      |
| 1977-1978 | 16 033   | 40             | 2                | 421 933          | 10 548           | Non qualifiée pour les séries | Non qualifiée pour les séries | Non qualifiée pour les séries | Non qualifiée pour les séries |                      |                      |
| 1978-1979 | 16 033   | 40             | 3                | 457 209          | 11 430           | 3                             | 2                             | 45 702                        | 15 234                        |                      |                      |
| 1979-1980 | 16 033   | 40             | 2                | 425 156          | 10 653           | 2                             | 0                             | 26 901                        | 13 451                        |                      |                      |
| 1980-1981 | 16 033   | 40             | 0                | 413 407          | 10 335           | 2                             | 0                             | 26 688                        | 13 344                        |                      |                      |
| 1981-1982 | 16 033   | 40             | 5                | 451 965          | 11 299           | 2                             | 0                             | 25 457                        | 12 729                        |                      |                      |
| 1982-1983 | 16 033   | 40             | 1                | 336 300          | 8 408            | Non qualifiée pour les séries | Non qualifiée pour les séries | Non qualifiée pour les séries | Non qualifiée pour les séries |                      |                      |
| 1983-1984 | 16 033   | 40             | 0                | 273 550          | 6 839            | Non qualifiée pour les séries | Non qualifiée pour les séries | Non qualifiée pour les séries | Non qualifiée pour les séries |                      |                      |
| 1984-1985 | 16 033   | 40             | 4                | 400 711          | 10 018           | Non qualifiée pour les séries | Non qualifiée pour les séries | Non qualifiée pour les séries | Non qualifiée pour les séries |                      |                      |
| 1985-1986 | 16 033   | 40             | 13               | 503 020          | 12 576           | Non qualifiée pour les séries | Non qualifiée pour les séries | Non qualifiée pour les séries | Non qualifiée pour les séries |                      |                      |
| 1986-1987 | 16 033   | 40             | 26               | 598 614          | 14 965           | Non qualifiée pour les séries | Non qualifiée pour les séries | Non qualifiée pour les séries | Non qualifiée pour les séries |                      |                      |
| 1987-1988 | 16 168   | 40             | 26               | 606 638          | 15 166           | Non qualifiée pour les séries | Non qualifiée pour les séries | Non qualifiée pour les séries | Non qualifiée pour les séries |                      |                      |
| 1988-1989 | 16 025   | 40             | 34               | 629 345          | 15 734           | 6                             | 6                             | 96 150                        | 16 025                        |                      |                      |
| 1989-1990 | 16 015   | 40             | 34               | 640 700          | 16 018           | Non qualifiée pour les séries | Non qualifiée pour les séries | Non qualifiée pour les séries | Non qualifiée pour les séries |                      |                      |
| 1990-1991 | 16 164   | 40             | 28               | 637 072          | 15 927           | 13                            | 13                            | 210 132                       | 16 164                        |                      |                      |
| 1991-1992 | 16 164   | 40             | 32               | 639 736          | 15 993           | 10                            | 10                            | 161 640                       | 16 164                        |                      |                      |
| 1992-1993 | 16 164   | 41             | 30               | 660 290          | 16 105           | 8                             | 8                             | 129 312                       | 16 164                        |                      |                      |
| 1993-1994 | 17 537   | 41             | 11               | 685 589          | 16 714           | 3                             | 0                             | 46 412                        | 15 471                        |                      |                      |
| 1994-1995 | 17 181   | 24             | 9                | 386 599          | 16 108           | 7                             | 2                             | 114 894                       | 16 413                        |                      |                      |
| 1995-1996 | 17 181   | 41             | 20               | 665 790          | 16 239           | 10                            | 9                             | 171 597                       | 17 159                        |                      |                      |
| 1996-1997 | 17 181   | 41             | 21               | 684 346          | 16 691           | 2                             | 2                             | 34 710                        | 17 355                        |                      |                      |
| 1997-1998 | 16 958   | 41             | 7                | 617 815          | 15 069           | 3                             | 1                             | 48 437                        | 16 146                        |                      |                      |
| 1998-1999 | 16 958   | 41             | 5                | 607 822          | 14 825           | 6                             | 4                             | 99 787                        | 16 631                        |                      |                      |
| 1999-2000 | 16 958   | 41             | 13               | 636 199          | 15 517           | 5                             | 4                             | 84 924                        | 16 984                        |                      |                      |
| 2000-2001 | 16 958   | 40             | 26               | 655 926          | 16 398           | 8                             | 8                             | 137 184                       | 17 148                        |                      |                      |
| 2001-2002 | 16 958   | 41             | 18               | 641 641          | 15 650           | Non qualifiée pour les séries | Non qualifiée pour les séries | Non qualifiée pour les séries | Non qualifiée pour les séries |                      |                      |
| 2002-2003 | 16 958   | 41             | 8                | 604 749          | 14 749           | Non qualifiée pour les séries | Non qualifiée pour les séries | Non qualifiée pour les séries | Non qualifiée pour les séries |                      |                      |
| 2003-2004 | 16 958   | 41             | 1                | 486 961          | 11 877           | Non qualifiée pour les séries | Non qualifiée pour les séries | Non qualifiée pour les séries | Non qualifiée pour les séries |                      |                      |
| 2004-2005 | 16 940   | Saison annulée | Saison annulée   | Saison annulée   | Saison annulée   | Saison annulée                | Saison annulée                | Saison annulée                | Saison annulée                |                      |                      |
| 2005-2006 | 16 940   | 41             | 12               | 647 975          | 15 804           | Non qualifiée pour les séries | Non qualifiée pour les séries | Non qualifiée pour les séries | Non qualifiée pour les séries |                      |                      |
| 2006-2007 | 16 940   | 41             | 30               | 673 395          | 16 424           | 2                             | 2                             | 34 264                        | 17 132                        |                      |                      |
| 2007-2008 | 16 940   | 41             | 41               | 700 137          | 17 076           | 11                            | 11                            | 188 452                       | 17 132                        |                      |                      |
| 2008-2009 | 16 940   | 40             | 40               | 682 298          | 17 058           | 11                            | 11                            | 188 452                       | 17 132                        |                      |                      |
| 2009-2010 | 16 940   | 41             | 41               | 700 211          | 17 078           | 7                             | 7                             | 119 224                       | 17 132                        |                      |                      |

| Saison    | Capacité |    | Saison régulière | Saison régulière | Saison régulière | Saison régulière              |                               | Séries éliminatoires          | Séries éliminatoires          | Séries éliminatoires | Séries éliminatoires |
| Saison    | Capacité | PJ | GF               | Total            | Moy              | PJ                            | GF                            | Total                         | Moy                           |                      |                      |
| 2010-2011 | 18 087   | 40 | 40               | 729 628          | 18 241           | 4                             | 4                             | 73 939                        | 18 485                        |                      |                      |
| 2011-2012 | 18 387   | 41 | 41               | 761 224          | 18 567           | 3                             | 3                             | 55 819                        | 18 606                        |                      |                      |
| 2012-2013 | 18 387   | 24 | 24               | 447 560          | 18 648           | 8                             | 8                             | 149 041                       | 18 630                        |                      |                      |
| 2013-2014 | 18 387   | 41 | 41               | 763 334          | 18 618           | 7                             | 7                             | 130 411                       | 18 630                        |                      |                      |
| 2014-2015 | 18 387   | 41 | 41               | 763 319          | 18 618           | 2                             | 2                             | 37 264                        | 18 632                        |                      |                      |
| 2015-2016 | 18 387   | 41 | 41               | 760 586          | 18 551           | 13                            | 13                            | 241 979                       | 18 614                        |                      |                      |
| 2016-2017 | 18 387   | 41 | 41               | 742 955          | 18 574           | 13                            | 13                            | 241 935                       | 18 610                        |                      |                      |
| 2017-2018 | 18 387   | 41 | 41               | 761 794          | 18 580           | 6                             | 6                             | 111 741                       | 18 624                        |                      |                      |
| 2018-2019 | 18 387   | 41 | 41               | 761 483          | 18 573           | 2                             | 2                             | 37 219                        | 18 610                        |                      |                      |
| 2019-2020 | 18 387   | 35 | 35               | 648 813          | 18 538           | -                             | -                             | -                             | -                             |                      |                      |
| 2020-2021 | -        | 20 | 20               | 70 976           | 3 549            | 3                             | 3                             | 23 360                        | 7 887                         |                      |                      |
| 2021-2022 | 18 187   | 41 | 12               | 725 046          | 17 684           | 3                             | 3                             | 55 119                        | 18 373                        |                      |                      |
| 2022-2023 | 18 187   | 41 | 18               | 730 458          | 17 816           | Non qualifiée pour les séries | Non qualifiée pour les séries | Non qualifiée pour les séries | Non qualifiée pour les séries |                      |                      |

## Les joueurs et entraîneurs

### Joueurs actuels
Voici la liste des joueurs actuels des Penguins de Pittsburgh classés par poste. Cet effectif peut varier au cours de la saison selon les blessures des joueurs et des renforts possibles venant des franchises associées.
| No    | Nom                   | Nat. | Position      | Arrivée                          |
| ----- | --------------------- | ---- | ------------- | -------------------------------- |
| +001, | Alexander Nedeljkovic |      | Gardien       | 2023 - Agent libre               |
| +035, | Tristan Jarry         |      | Gardien       | 2013 - Repêchage                 |
| +002, | Chad Ruhwedel         |      | Défenseur     | 2016 - Agent libre               |
| +007, | John Ludvig           |      | Défenseur     | 2023 - Agent libre               |
| +028, | Marcus Pettersson     |      | Défenseur     | 2018 - Ducks d'Anaheim           |
| +058, | Kristopher Letang – A |      | Défenseur     | 2005 - Repêchage                 |
| +065, | Erik Karlsson         |      | Défenseur     | 2023 - Sharks de San José        |
| +073, | Pierre-Olivier Joseph |      | Défenseur     | 2019 - Coyotes de l'Arizona      |
| +008, | Michael Bunting       |      | Ailier gauche | 2024 - Hurricanes de la Caroline |
| +010, | Drew O'Connor         |      | Ailier gauche | 2020 - agent libre               |
| +017, | Bryan Rust            |      | Ailier droit  | 2010 - Repêchage                 |
| +018, | Jesse Puljujärvi      |      | Ailier gauche | 2024 - Hurricanes de la Caroline |
| +019, | Reilly Smith          |      | Ailier droit  | 2023 - Golden Knights de Vegas   |
| +023, | Brock McGinn          |      | Ailier gauche | 2021 - Hurricanes de la Caroline |
| +020, | Lars Eller            |      | Centre        | 2023 - Agent libre               |
| +043, | Jansen Harkins        |      | Ailier        | 2023 - Agent libre               |
| +044, | Jonathan Gruden       |      | Centre        | 2020 - Agent libre               |
| +036, | Valtteri Puustinen    |      | Ailier droit  | 2019 - Repêchage                 |
| +052, | Emil Bemström         |      | Ailier droit  | 2024 - Blue Jackets de Columbus  |
| +055, | Noel Acciari          |      | Centre        | 2023 - Agent libre               |
| +067, | Rickard Rakell        |      | Ailier droit  | 2022 - Ducks d'Anaheim           |
| +071, | Ievgueni Malkine – A  |      | Centre        | 2004 - Repêchage                 |
| +077, | Jeffrey Carter – A    |      | Centre        | 2021 - Kings de Los Angeles      |
| +083, | Matt Nieto            |      | Ailier gauche | 2023 - Agent libre               |
| +087, | Sidney Crosby – C     |      | Centre        | 2005 - Repêchage                 |

### Joueurs du passé

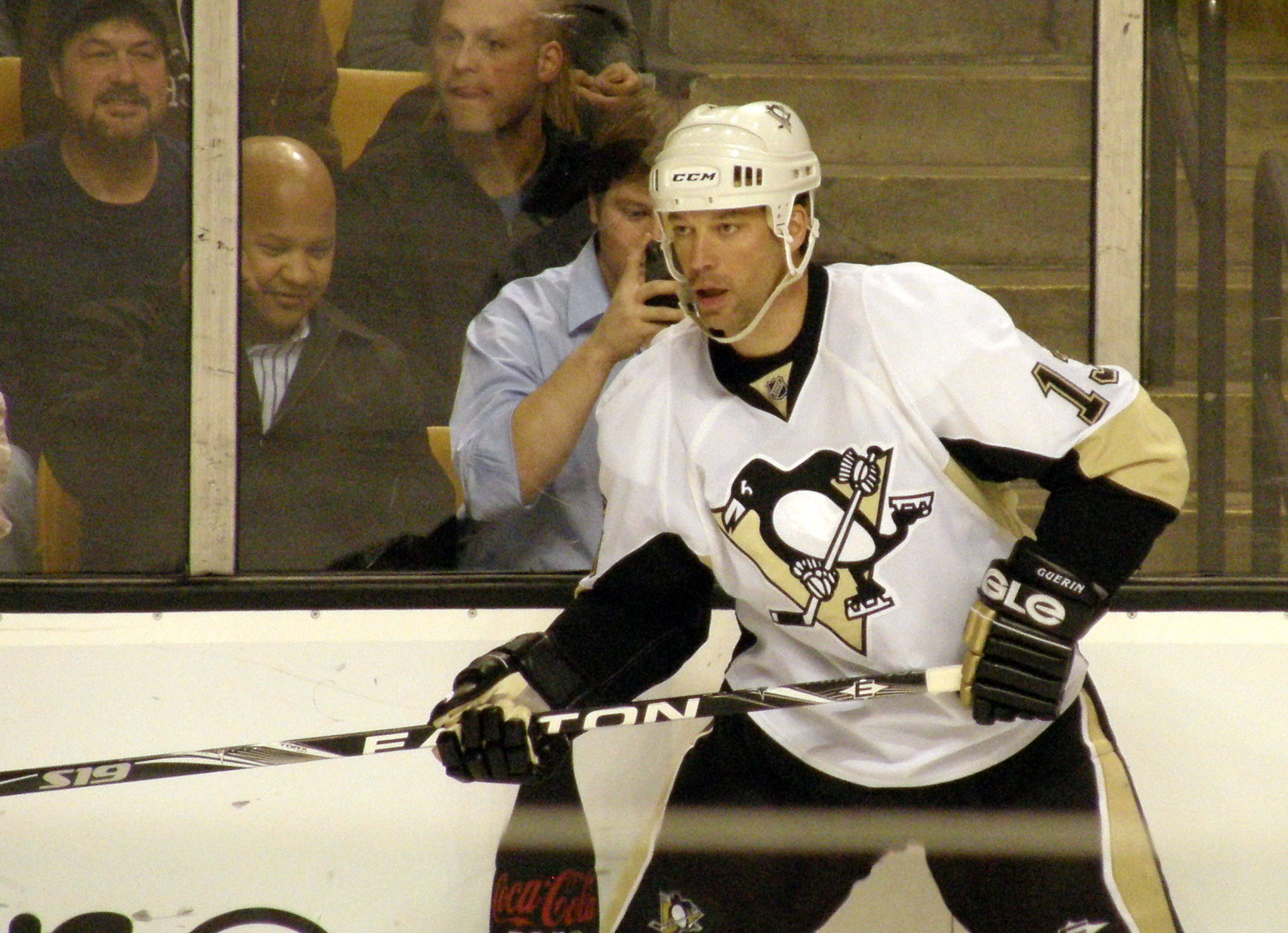
Bill Guerin avec l'uniforme des Penguins en mars 2010.

#### Au Temple de la renommée
Cette section présente les joueurs importants dans l’histoire des Penguins qui ont acquis une des plus belles récompense de la LNH, l’accès au Temple de la renommée du hockey.
| Année d'intronisation | Nom            | Commentaire |
| --------------------- | -------------- | --- |
| 1978                  | Andy Bathgate  | Il fait partie de la première équipe des Penguins et finit meilleur pointeur de l’équipe                                                      |
| 1991                  | Scotty Bowman  | Entraîneur des Penguins de Pittsburgh 1991-1992, vainqueurs de la Coupe Stanley                                                               |
| 1992                  | Bob Johnson    | Entraîneur des Penguins de Pittsburgh 1990-1991, vainqueurs de la Coupe Stanley                                                               |
| 1997                  | Mario Lemieux  | Joueur, capitaine et propriétaire de l’équipe pendant des années                                                                              |
| 1997                  | Bryan Trottier | Il fait partie des deux équipes des Penguins championnes en 1991 et 1992                                                                      |
| 2000                  | Joe Mullen     | Il joue pendant six saisons avec les Penguins dont les deux saisons des Coupes Stanley                                                        |
| 2001                  | Mike Lange     | Commentateur pour l’équipe depuis 1975 |
| 2001                  | Craig Patrick  | Directeur-général de 1990 à 2006 Entraîneur en 1989-1990 et 1996-1997                                                                         |
| 2004                  | Larry Murphy   | Il a joué cinq saisons avec les Penguins dont les deux saisons des titres de la Coupe Stanley                                                 |
| 2004                  | Paul Coffey    | Coffey a joué cinq saisons avec les Penguins dont celle du titre de 1991. Pour le titre de 1992, il quitte l’équipe en cours de saison        |
| 2007                  | Ron Francis    | Remporte les deux Coupes Stanley avec les Penguins. Il passe huit saisons avec les Penguins et en est leur capitaine pour la saison 1994-1995 |
| 2017                  | Mark Recchi    | Remporte la Coupe Stanley avec les Penguins en 1991.                                                                                          |
| 2019                  | Jim Rutherford | Directeur général des Penguins de 2014 à 2021                                                                                                 |

#### Numéros retirés

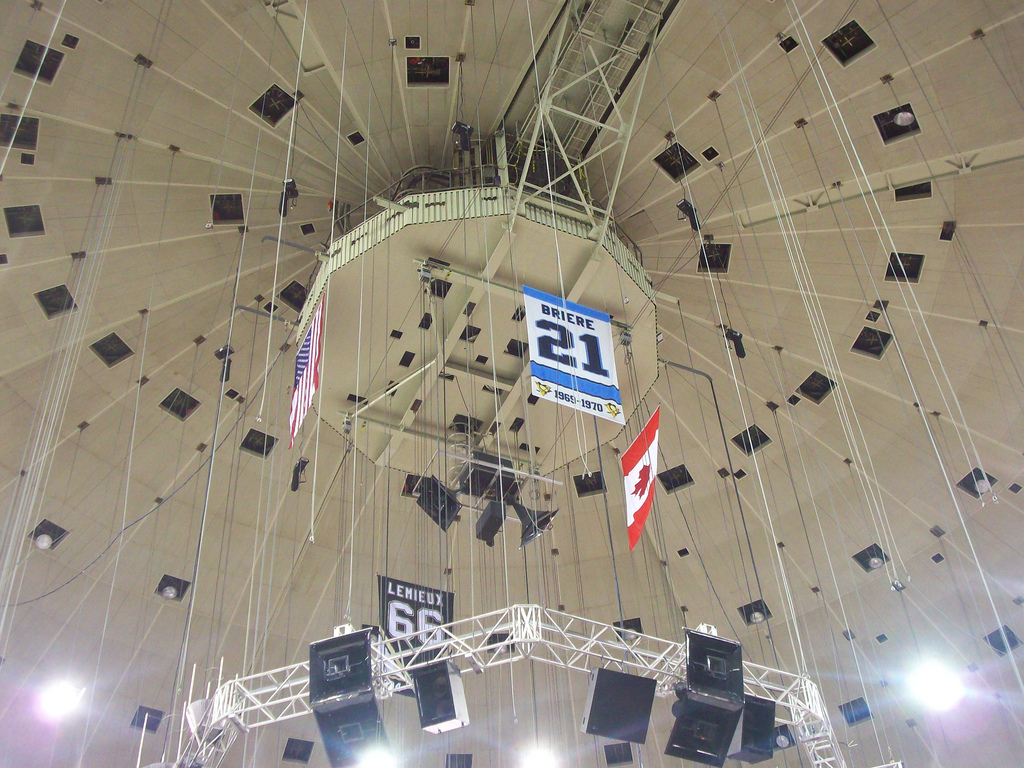
Les maillots accrochés dans la Mellon Arena.

En plus du numéro 99 retiré en l'honneur de Wayne Gretzky à la suite de sa retraite en 1999 pour toutes les équipes de la LNH, les Penguins ont retiré deux numéros depuis leur création :
| No  | Joueur        | Position     | Carrière            | Date du retrait                  |
| --- | ------------- | ------------ | ------------------- | -------------------------------- |
| 66  | Mario Lemieux | Centre       | 1984-1997 2000-2006 | 19 novembre 1997 24 janvier 2006 |
| 21  | Michel Brière | Centre       | 1969-1970           | 5 janvier 2001                   |
| 68  | Jaromír Jágr  | Ailier droit | Depuis 1988         | 18 février 2024                  |
| 99* | Wayne Gretzky | Centre       | 1978-1999           | 6 février 2000                   |

* Numéro retiré pour toutes les équipes par la LNH lors du 50e Match des étoiles.

#### Quinze meilleurs joueurs de tous les temps
À l'occasion de la fin de la construction de la nouvelle patinoire des Penguins en août 2010, l'équipe dévoile une liste des quinze meilleurs joueurs de l'histoire de la franchise, selon le vote des fans mais également des officiels et journalistes. Un espace interactif est destiné à ces joueurs dans une salle du Consol Energy Center mais également aux plus belles rencontres des Penguins et aux trois victoires de l'histoire de la franchise. La liste des joueurs est la suivante :
- Mario Lemieux,
- Ron Francis,
- Jaromír Jágr,
- Alekseï Kovaliov
- Rick Kehoe,
- Kevin Stevens,
- Jean Pronovost,
- Paul Coffey,
- Larry Murphy,
- Ulf Samuelsson,
- Tom Barrasso,
- Syl Apps,
- Joe Mullen,
- Dave Burrows,
- Les Binkley,
- Pierre Larouche.

Cinq joueurs de plus font partie d'une section « mention honorable » :
- Randy Carlyle,
- Rick Tocchet,
- Martin Straka,
- Ron Stackhouse,
- Lowell MacDonald.

Des bâtisseurs de l'équipe sont également mis en avant par cette section du complexe :
- Bob Johnson,
- Scotty Bowman,
- Herb Brooks,
- Craig Patrick,
- Jack Riley,
- Eddie Johnston
- Mike Lange, commentateur des rencontres de l'équipe,
- Vince Lascheid, ancien organiste de la Mellon Arena,
- John Barbero, ancien annonceur de la Mellon Arena.

### Capitaines

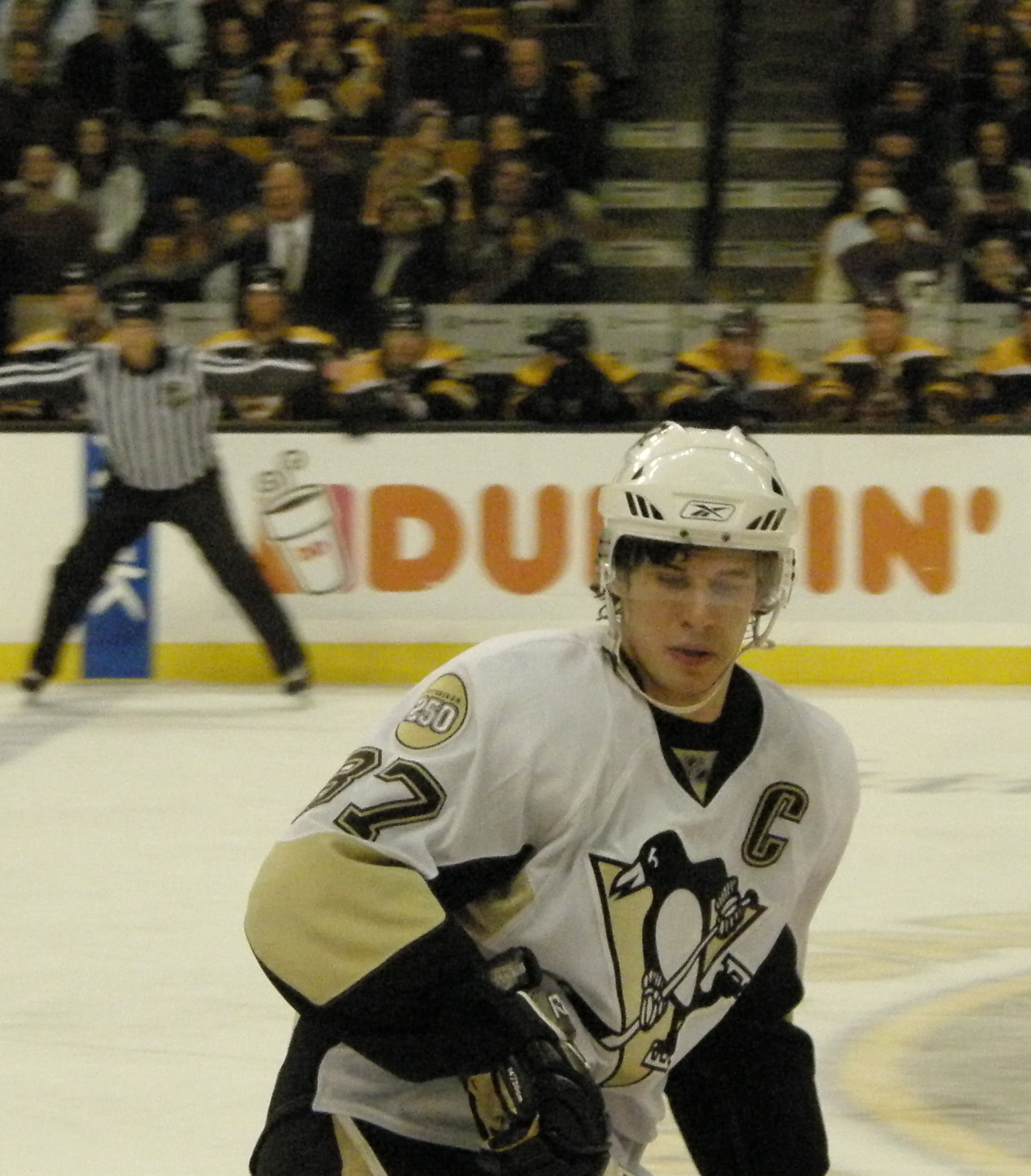
Crosby portant le C du capitaine en décembre 2007.

Ab McDonald est le premier capitaine de l'histoire de l'équipe lors de sa première saison. Le 31 mai 2007, Sidney Crosby est nommé capitaine de l'équipe, titre laissé vacant depuis le départ à la retraite de Mario Lemieux le 25 janvier 2006. Crosby devient alors le plus jeune capitaine permanent de l'histoire des Penguins et par la même occasion de la LNH.
| Période             | Nom du (ou des) joueur(s)       |
| ------------------- | ------------------------------- |
| 1967-1968           | Ab McDonald                     |
| 1968-1969           | Earl Ingarfield                 |
| 1969 à 1973         | Pas de capitaine                |
| 1973 à 1977         | Ron Schock                      |
| 1977-1978           | Jean Pronovost                  |
| 1978 à 1981         | Orest Kindrachuk                |
| 1981 à 1984         | Randy Carlyle                   |
| 1984 à 1986         | Mike Bullard                    |
| 1986-1987           | Mike Bullard et Terry Ruskowski |
| 1987-1988           | Dan Frawley et Mario Lemieux    |
| 1988 à 1994         | Mario Lemieux                   |
| 1994-1995           | Ron Francis                     |
| 1995 à 1997         | Mario Lemieux                   |
| 1997-1998           | Ron Francis                     |
| 1998 à 2000         | Jaromír Jágr                    |
| 2000-2001           | Jaromír Jágr                    |
| 2001 à janvier 2006 | Mario Lemieux                   |
| Janvier 2006 à 2007 | Pas de capitaine                |
| Depuis 2007         | Sidney Crosby                   |

### Repêchage des Penguins
Chaque année et depuis 1963, les joueurs des ligues juniors ont la possibilité de signer des contrats avec les franchises de la LNH. Cette section présente par année le choix de premier tour de repêchage des Penguins ainsi que l'équipe mineure dans laquelle ce joueur évoluait la saison précédant le repêchage. Si certaines années, les Penguins ont eu plusieurs choix de premier tour, seul le premier des joueurs choisis est indiqué, alors, qu'au contraire, si les Penguins n'ont choisi leur premier joueur qu'après le premier tour, rien n'est indiqué.
| Année | Nom du joueur      | Rang  | Équipe mineure (ligue)                 |
| ----- | ------------------ | ----- | -------------------------------------- |
| 1967  | Steve Rexe         | 2e    | Belleville Seniors                     |
| 1968  | Garry Swain        | 4e    | Flyers de Niagara Falls (AHO)          |
| 1969  | Aucun              | Aucun | Aucun                                  |
| 1970  | Greg Polis         | 7e    | Bruins d'Estevan (WCHL)                |
| 1971  | Aucun              | Aucun | Aucun                                  |
| 1972  | Aucun              | Aucun | Aucun                                  |
| 1973  | Blaine Stoughton   | 7e    | Bombers de Flin Flon (LHOC)            |
| 1974  | Pierre Larouche    | 8e    | Éperviers de Sorel (LHJMQ)             |
| 1975  | Gordon Laxton      | 15e   | Bruins de New Westminster (LHOu)       |
| 1976  | Blair Chapman      | 2e    | Blades de Saskatoon (LHOu)             |
| 1977  | Aucun              | Aucun | Aucun                                  |
| 1978  | Aucun              | Aucun | Aucun                                  |
| 1979  | Aucun              | Aucun | Aucun                                  |
| 1980  | Mike Bullard       | 9e    | Alexanders de Brantford (AHO)          |
| 1981  | Aucun              | Aucun | Aucun                                  |
| 1982  | Rich Sutter        | 10e   | Broncos de Lethbridge (LHOu)           |
| 1983  | Bob Errey          | 15e   | Petes de Peterborough (LHO)            |
| 1984  | Mario Lemieux      | 1er   | Voisins de Laval (LHJMQ)               |
| 1985  | Craig Simpson      | 2e    | Wolverines du Michigan (NCAA)          |
| 1986  | Zarley Zalapski    | 4e    | Équipe Nationale du Canada             |
| 1987  | Chris Joseph       | 5e    | Thunderbirds de Seattle (LHOu)         |
| 1988  | Darrin Shannon     | 4e    | Spitfires de Windsor (LHO)             |
| 1989  | Jamie Heward       | 16e   | Pats de Regina (LHOu)                  |
| 1990  | Jaromír Jágr       | 5e    | Poldi SONP Kladno (1. liga)            |
| 1991  | Markus Näslund     | 16e   | MODO Hockey (Elitserien)               |
| 1992  | Martin Straka      | 16e   | HC Škoda Plzeň (1. liga)               |
| 1993  | Stefan Bergkvist   | 26e   | Leksands IF (Elitserien)               |
| 1994  | Chris Wells        | 24e   | Thunderbirds de Seattle (LHOu)         |
| 1995  | Alekseï Morozov    | 24e   | Krylia Sovetov (Superliga)             |
| 1996  | Craig Hillier      | 23e   | 67 d'Ottawa (LHO)                      |
| 1997  | Robert Döme        | 17e   | Thunder de Las Vegas (LIH)             |
| 1998  | Milan Kraft        | 23e   | HC Keramika Plzeň (Extraliga)          |
| 1999  | Konstantin Koltsov | 18e   | Severstal Tcherepovets (Superliga)     |
| 2000  | Brooks Orpik       | 18e   | Eagles de Boston College (NCAA)        |
| 2001  | Colby Armstrong    | 21e   | Rebels de Red Deer (LHOu)              |
| 2002  | Ryan Whitney       | 4e    | Terriers de Boston (NCAA)              |
| 2003  | Marc-André Fleury  | 1er   | Screaming Eagles du Cap-Breton (LHJMQ) |
| 2004  | Ievgueni Malkine   | 2e    | Metallurg Magnitogorsk (Russie)        |
| 2005  | Sidney Crosby      | 1er   | Océanic de Rimouski (LHJMQ)            |
| 2006  | Jordan Staal       | 2e    | Petes de Peterborough (LHO)            |
| 2007  | Angelo Esposito    | 20e   | Remparts de Québec (LHJMQ)             |
| 2008  | Aucun              | Aucun | Aucun                                  |
| 2009  | Simon Després      | 30e   | Sea Dogs de Saint-Jean (LHJMQ)         |
| 2010  | Beau Bennett       | 20e   | Vees de Penticton (LHCB)               |
| 2011  | Joe Morrow         | 23e   | Winterhawks de Portland (LHOu)         |
| 2012  | Derrick Pouliot    | 8e    | Winterhawks de Portland (LHOu)         |
| 2013  | Aucun              | Aucun | Aucun                                  |
| 2014  | Kasperi Kapanen    | 22e   | KalPa (SM-Liiga)                       |
| 2015  | Aucun              | Aucun | Aucun                                  |
| 2016  | Aucun              | Aucun | Aucun                                  |
| 2017  | Aucun              | Aucun | Aucun                                  |
| 2018  | Aucun              | Aucun | Aucun                                  |
| 2019  | Samuel Poulin      | 21e   | Phoenix de Sherbrooke (LHJMQ)          |
| 2020  | Aucun              | Aucun | Aucun                                  |
| 2021  | Aucun              | Aucun | Aucun                                  |
| 2022  | Owen Pickering     | 21e   | Broncos de Swift Current (LHOu)        |
| 2023  | Brayden Yager      | 14e   | Warriors de Moose Jaw (LHOu)           |

### Records de la franchise
Auteur de 1 723 points avec les Penguins au cours de sa carrière, Mario Lemieux est le meilleur pointeur de l'histoire de l'équipe. Crosby, Malkine et Letang, toujours en activité avec les Penguins à la fin de la saison 2023-2024, font partie du tableau des dix meilleurs pointeurs de l'histoire de l'équipe. Les classements et records sont mis à jour à la fin des saisons.
| Joueur            | PJ    | B   | A     | Pts   |
| ----------------- | ----- | --- | ----- | ----- |
| Mario Lemieux     | 915   | 690 | 1 033 | 1 723 |
| Sidney Crosby     | 1 272 | 592 | 1 004 | 1 596 |
| Ievgueni Malkine  | 1 145 | 498 | 798   | 1 296 |
| Jaromír Jágr      | 806   | 439 | 640   | 1 079 |
| Kristopher Letang | 1 087 | 166 | 576   | 742   |
| Rick Kehoe        | 722   | 312 | 324   | 636   |
| Ron Francis       | 533   | 144 | 449   | 613   |
| Jean Pronovost    | 753   | 316 | 287   | 603   |
| Kevin Stevens     | 522   | 260 | 295   | 555   |
| Sylvanus Apps     | 495   | 151 | 349   | 500   |

| Joueur           | PJ  | B  | A   | Pts |
| ---------------- | --- | -- | --- | --- |
| Sidney Crosby    | 180 | 71 | 130 | 201 |
| Ievgueni Malkine | 177 | 67 | 113 | 180 |
| Mario Lemieux    | 107 | 76 | 96  | 172 |
| Jaromír Jágr     | 140 | 65 | 82  | 147 |
| Kevin Stevens    | 103 | 46 | 60  | 106 |
| Ron Francis      | 97  | 32 | 68  | 100 |

Les records de la LNH :
- Plus longue série de victoires consécutives : 17 — du 9 mars au 10 avril 1993[153]
- Plus longue série de victoires consécutives en séries éliminatoires sur plusieurs années : 14 — du 9 mai 1992 au 22 avril 1993[154]
- Plus longue série de défaites consécutives à domicile : 14 — du 31 décembre 2003 au 22 février 2004[155]
- Nombre de points en une saison par un ailier droit : Jaromír Jágr avec 149 points (62 buts, 87 aides en 1995-1996)[156]
- Nombre de buts en une période de série : Mario Lemieux avec 4 points le 25 avril 1989[157]
- Nombre de points en une période de série : Mario Lemieux avec 4 points les 25 avril 1989 et 23 avril 1992[157]
- Nombre de points en un match de série : Mario Lemieux avec 8 points le 25 avril 1989[157]

Les records de l’équipe pour une seule saison sont listés ci-dessous (mise à jour à la fin de la saison 2022-2023) :
- Saison régulière
  - Nombre de saisons: Mario Lemieux avec 17 saisons
  - Nombre de buts : Mario Lemieux avec 85 réalisations en 1988-1989[158]
  - Nombre de passes décisives : Mario Lemieux avec 114 réalisations en 1988-1989[158]
  - Nombre de points : Mario Lemieux avec 199 points en 1988-1989. Pour les défenseurs, Paul Coffey détient le record avec 113 réalisation la même année tandis que le record pour les recrues est détenu par Crosby auteur de 102 points en 2005-2006[158]
  - Nombre de pénalités : Paul Baxter a été en prison 409 minutes en 1981-1982[158]
  - Plus longue séquence de matchs consécutifs : Phil Kessel a joué 328 matchs consécutifs[159]
  - Nombre de victoires sur une saison : Tom Barrasso avec 43 matchs victorieux en 1992-1993[160]
  - Nombre de victoires au total : Marc-André Fleury compte 357 victoires avec les Penguins[160]
  - Nombre de blanchissages en une saison : Marc-André Fleury avec 10 blanchissages en 2014-2015[160]
  - Nombre de blanchissages en carrière : Marc-André Fleury avec 44 blanchissages[160]
- En un match
  - Nombre de buts : Mario Lemieux avec 5 (31 décembre 1988), (9 avril 1993), (26 mars 1996)[161]
  - Nombre de passes décisives : 6 par Ron Stackhouse (8 mars 1975), Greg Malone (28 novembre 1979), Mario Lemieux (15 octobre 1988), (5 décembre 1992), (1er novembre 1995)[161]
  - Nombre de points : Mario Lemieux avec 8 (2 buts, 6 aides le 15 octobre 1988), (5 buts, 3 aides le 31 décembre 1988)[161]
- Séries éliminatoires
  - Nombre de buts : Kevin Stevens avec 17 buts en 1991[162]
  - Nombre de passes décisives : Mario Lemieux avec 28 passes en 1991[162]
  - Nombre de points : Mario Lemieux avec 44 points. Larry Murphy détient le record pour ces statistiques pour un défenseur avec 5 buts, 18 aides soit un total de 23 points. Pour les buts, il est à égalité avec Kristopher Letang[162]
  - Nombre d’arrêts : Marc-André Fleury a stoppé 686 tirs dans les séries de 2009[162]

### Entraîneurs-chefs

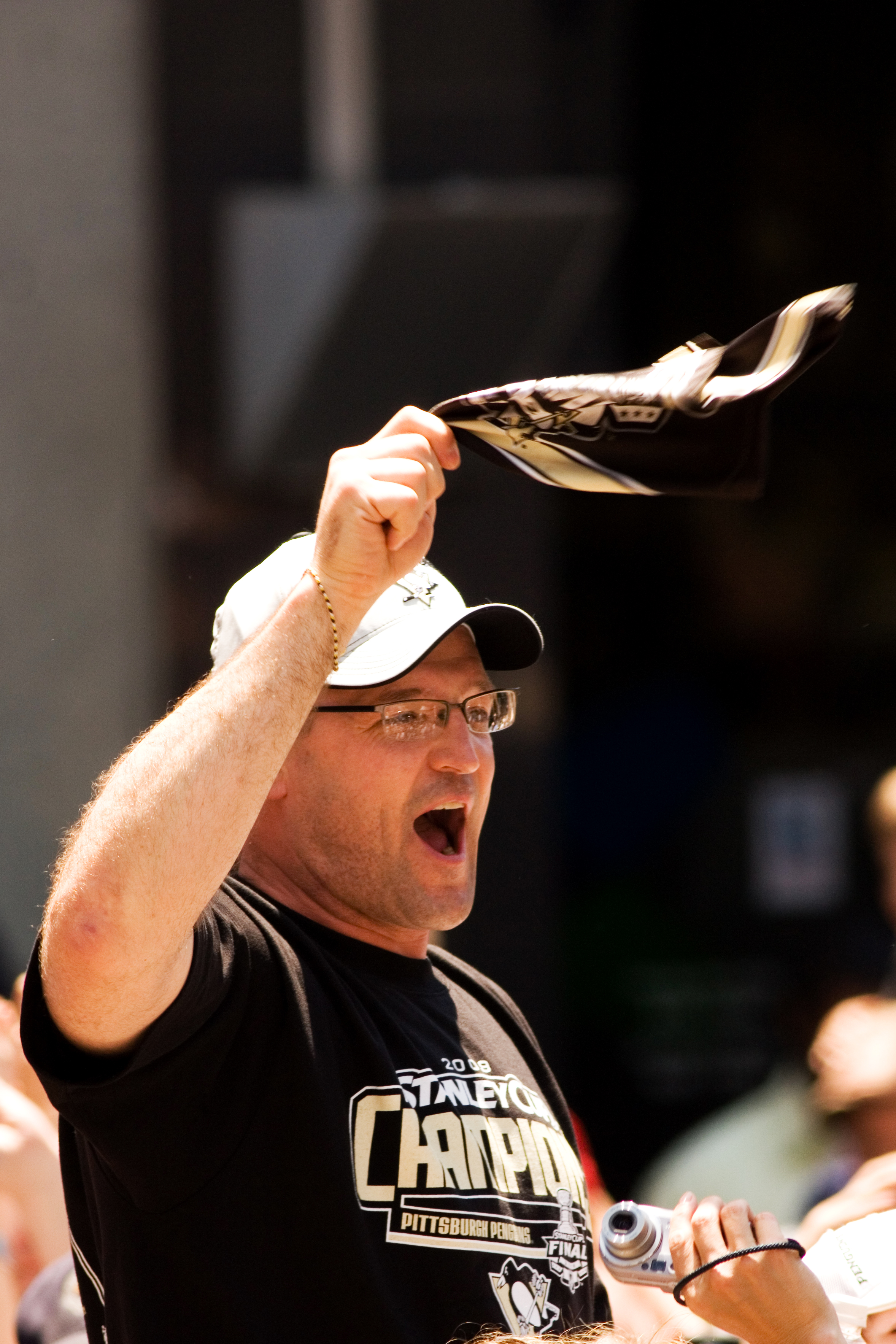
Daniel Bylsma entraîneur champion de la Coupe Stanley en 2009.

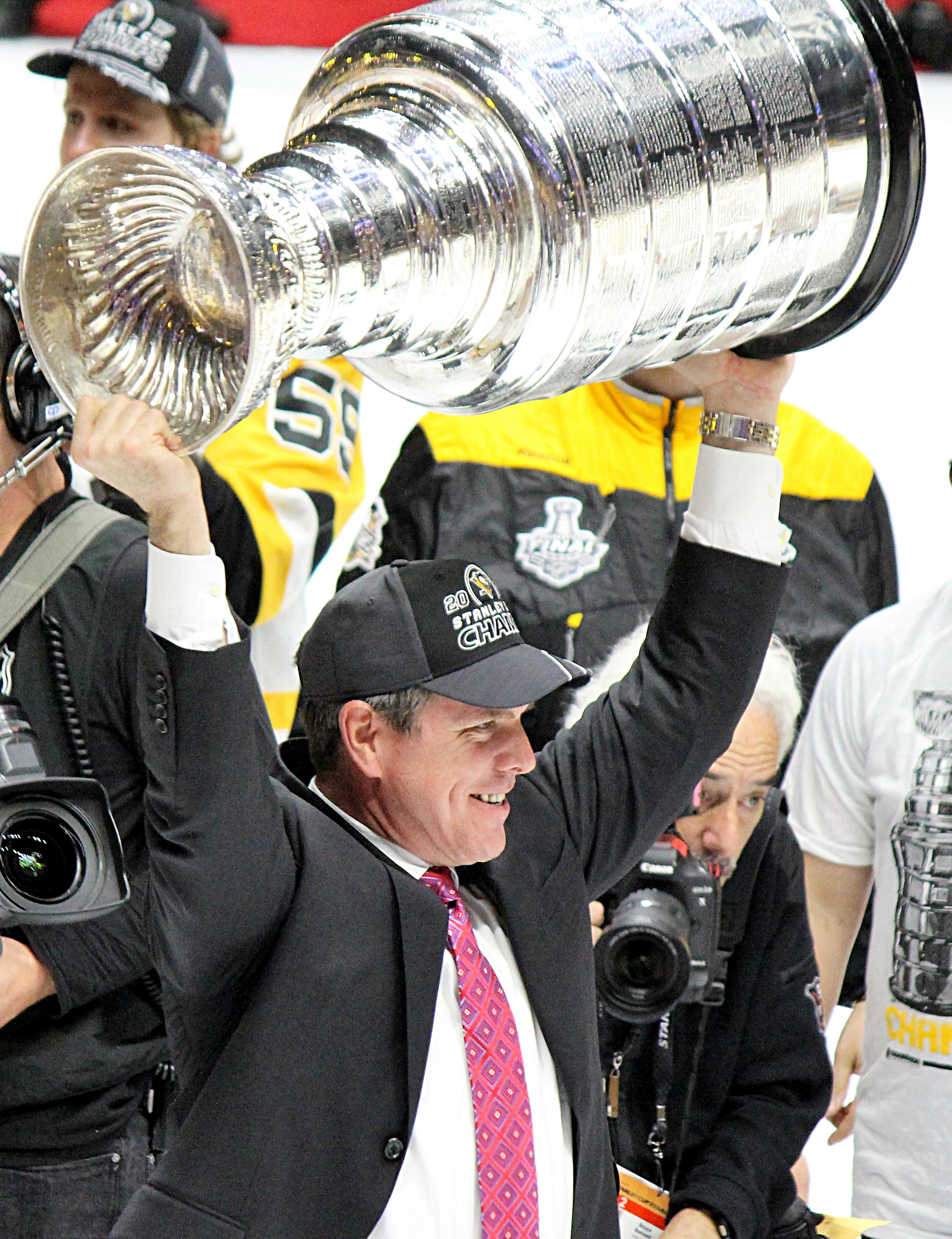
Mike Sullivan entraîneur champion de la Coupe Stanley en 2016 et 2017.

Les Penguins ont eu vingt-cinq entraîneurs différents depuis leur première saison. Ken Schinkel, Craig Patrick et Eddie Johnston ont été à deux reprises entraîneurs de la franchise.
Robert Johnson, Scott Bowman, Daniel Bylsma et Michael Sullivan sont les quatre entraîneurs ayant amené la franchise à la victoire en finale de la Coupe Stanley. Robert Johnson doit laisser sa place à Scott Bowman peu de temps après le titre en raison d’une tumeur du cerveau. À la suite de son décès, sa phrase mythique de 1991 et de la victoire - It’s a great day for hockey! (c’est un grand jour pour le hockey) – est inscrite pour la fin de la saison 1991-1992 de la LNH sous la glace du Mellon Arena.
| No | Nom               | Engagement       | Départ           | Saison régulière | Saison régulière | Saison régulière | Saison régulière | Saison régulière | Saison régulière | Saison régulière | Séries éliminatoires | Séries éliminatoires | Séries éliminatoires | Séries éliminatoires | Remarques                                          |
| No | Nom               | Engagement       | Départ           | PJ               | V                | D                | N                | DP               | P                | % V              | PJ                   | V                    | D                    | % V                  | Remarques                                          |
| -- | ----------------- | ---------------- | ---------------- | ---------------- | ---------------- | ---------------- | ---------------- | ---------------- | ---------------- | ---------------- | -------------------- | -------------------- | -------------------- | -------------------- | -------------------------------------------------- |
| 1  | George Sullivan   | 6 juin 1967      | 31 mars 1969     | 150              | 47               | 79               | 24               | -                | 118              | 39,3             | -                    | -                    | -                    | -                    |                                                    |
| 2  | Leonard Kelly     | 2 juillet 1969   | 13 janvier 1973  | 274              | 90               | 132              | 52               | -                | 232              | 42,3             | 14                   | 6                    | 8                    | 42,9                 |                                                    |
| 3  | Kenneth Schinkel  | 13 janvier 1973  | 6 février 1974   | 86               | 29               | 49               | 8                | -                | 66               | 26,7             | -                    | -                    | -                    | -                    |                                                    |
| 4  | Marc Boileau      | 6 février 1974   | 17 janvier 1976  | 151              | 66               | 61               | 24               | -                | 156              | 51,7             | 9                    | 5                    | 4                    | 55,5                 |                                                    |
| 5  | Ken Schinkel      | 17 janvier 1976  | 19 mai 1977      | 117              | 54               | 43               | 20               | -                | 128              | 54,7             | -                    | -                    | -                    | -                    |                                                    |
| 6  | John Wilson       | 13 juin 1977     | 8 mai 1980       | 240              | 91               | 105              | 44               | -                | 226              | 47,1             | 12                   | 4                    | 8                    | 33,3                 |                                                    |
| 7  | Edward Johnston   | 15 juillet 1980  | 20 juillet 1983  | 240              | 79               | 126              | 45               | -                | 193              | 40,2             | 10                   | 4                    | 6                    | 40,0                 |                                                    |
| 8  | Louis Angotti     | 20 juillet 1983  | 4 juin 1984      | 80               | 16               | 58               | 6                | -                | 38               | 23,2             | -                    | -                    | -                    | -                    |                                                    |
| 9  | Robert Berry      | 4 juin 1984      | 13 avril 1987    | 240              | 88               | 127              | 25               | -                | 201              | 41,9             | -                    | -                    | -                    | -                    |                                                    |
| 10 | Pierre Creamer    | 4 juin 1987      | 14 juin 1988     | 80               | 36               | 35               | 9                | -                | 81               | 50,6             | -                    | -                    | -                    | -                    |                                                    |
| 11 | Eugene Ubriaco    | 28 juin 1988     | 5 décembre 1989  | 106              | 50               | 47               | 9                | -                | 109              | 51,4             | 11                   | 7                    | 4                    | 63,6                 |                                                    |
| 12 | Craig Patrick     | 5 décembre 1989  | 12 juin 1990     | 54               | 22               | 26               | 6                | -                | 50               | 46,3             | -                    | -                    | -                    | -                    |                                                    |
| 13 | Robert Johnson    | 12 juin 1990     | 1er octobre 1991 | 80               | 41               | 33               | 6                | -                | 88               | 55,0             | 24                   | 16                   | 8                    | 66,7                 |                                                    |
| 14 | Scott Bowman      | 1er octobre 1991 | 28 mai 1993      | 164              | 95               | 53               | 16               | -                | 206              | 62,8             | 33                   | 23                   | 10                   | 69,6                 | Coupes Stanley 1991 et 1992                        |
| 15 | Edward Johnston   | 22 juin 1993     | 3 mars 1997      | 276              | 153              | 98               | 25               | -                | 331              | 60,0             | 36                   | 18                   | 18                   | 50,0                 |                                                    |
| 16 | Craig Patrick     | 3 mars 1997      | 26 avril 1997    | 20               | 7                | 10               | 3                | -                | 17               | 42,5             | 5                    | 1                    | 4                    | 20,0                 |                                                    |
| 17 | Kevin Constantine | 14 juin 1997     | 9 décembre 1999  | 189              | 86               | 67               | 35               | 4                | 211              | 51,1             | 19                   | 8                    | 11                   | 42,1                 |                                                    |
| 18 | Herbert Brooks    | 9 décembre 1999  | 9 mai 2000       | 57               | 29               | 24               | 5                | 2                | 65               | 57,0             | 11                   | 6                    | 5                    | 54,5                 |                                                    |
| 19 | Ivan Hlinka       | 21 juin 2000     | 14 octobre 2001  | 86               | 42               | 32               | 9                | 3                | 96               | 55,8             | 18                   | 9                    | 9                    | 50,0                 |                                                    |
| 20 | Richard Kehoe     | 14 octobre 2001  | 15 avril 2003    | 160              | 55               | 81               | 14               | 10               | 134              | 41,9             | -                    | -                    | -                    | -                    |                                                    |
| 21 | Edward Olczyk     | 11 juin 2003     | 15 décembre 2005 | 113              | 31               | 64               | 14               | 4                | 80               | 27,4             | -                    | -                    | -                    | -                    |                                                    |
| 22 | Michel Therrien   | 15 décembre 2005 | 15 février 2009  | 272              | 135              | 105              | -                | 32               | 302              | 50,2             | 25                   | 15                   | 10                   | 60,0                 | Finale de la Coupe Stanley 2008                    |
| 23 | Daniel Bylsma     | 15 février 2009  | 6 juin 2014      | 401              | 252              | 117              | -                | 32               | 536              | 67,0             | 78                   | 43                   | 35                   | 55,1                 | Coupe Stanley 2009 Trophée Jack-Adams en 2010-2011 |
| 24 | Mike Johnston     | 25 juin 2014     | 12 décembre 2015 | 110              | 58               | 37               | -                | 15               | 131              | 61,1             | 5                    | 1                    | 4                    | 20,0                 |                                                    |
| 25 | Michael Sullivan  | 12 décembre 2015 |                  |                  |                  |                  | -                |                  |                  |                  |                      |                      |                      |                      | Coupes Stanley 2016 et 2017                        |

### Directeurs généraux
| No | Nom                        | Engagement       | Départ           | Remarques                                                                                   |
| -- | -------------------------- | ---------------- | ---------------- | ------------------------------------------------------------------------------------------- |
| 1  | John Riley                 | 6 juin 1967      | 1er mai 1970     |                                                                                             |
| 2  | Leonard Kelly              | 1er mai 1970     | 29 janvier 1972  |                                                                                             |
| 3  | John Riley                 | 29 janvier 1972  | 13 janvier 1974  |                                                                                             |
| 4  | John Button (en)           | 13 janvier 1974  | 1er juillet 1975 |                                                                                             |
| 5  | Wren Blair                 | 1er juillet 1975 | 3 décembre 1976  |                                                                                             |
| 6  | Aldege Bastien             | 3 décembre 1976  | 15 mars 1983     |                                                                                             |
| 7  | Edward Johnston            | 27 mai 1983      | 14 avril 1988    |                                                                                             |
| 8  | Anthony Esposito           | 14 avril 1988    | 5 décembre 1989  |                                                                                             |
| 9  | Craig Patrick              | 5 décembre 1989  | 20 mai 2006      | Coupes Stanley 1991 et 1992                                                                 |
| 10 | Rejean Shero               | 20 mai 2006      | 16 mai 2014      | Finale de la Coupe Stanley 2008 Coupe Stanley 2009 Directeur général de la saison 2012-2013 |
| -  | Jason Botterill            | 16 mai 2014      | 6 juin 2014      |                                                                                             |
| 11 | James Rutherford           | 6 juin 2014      | 27 janvier 2021  | Directeur général de la saison 2015-2016 Coupes Stanley 2016 et 2017                        |
| 12 | Patrik Allvin (ad interim) | 27 janvier 2021  | 9 février 2021   |                                                                                             |
| 13 | Ronald Hextall             | 9 février 2021   | 14 avril 2023    |                                                                                             |
| 14 | Kyle Dubas                 | 3 août 2023      |                  |                                                                                             |

## Trophées d’équipes et joueurs récompensés

### Trophées de la LNH
La majeure partie des trophées et honneurs récoltés par des Penguins l’ont été par Mario Lemieux ou Jaromír Jágr.
Coupe Stanley
Trophée remis au vainqueur des séries éliminatoires.
- 1991, 1992, 2009, 2016, 2017

Trophée des présidents
Trophée récompensant la meilleure franchise de la LNH sur l’ensemble de la saison. Peut-être le trophée le plus dur à obtenir en raison du grand nombre de matchs disputés tout au long de la saison.
- 1992-1993

Trophée Prince de Galles
Le trophée qui a changé le plus souvent de signification. Les Penguins l’ont gagné alors qu’il récompensait le vainqueur de la finale de l'association Prince-de-Galles durant les séries.
- 1991, 1992, 2008, 2009, 2016, 2017

Trophée Art-Ross
Trophée remis au joueur qui inscrit le plus de points au cours de la saison.
- Mario Lemieux : 1987-1988, 1988-1989, 1991-1992, 1992-1993, 1995-1996, 1996-1997
- Jaromír Jágr : 1994-1995, 1997-1998, 1998-1999, 1999-2000, 2000-2001
- Sidney Crosby : 2006-2007, 2013-2014
- Ievgueni Malkine : 2008-2009

Trophée Bill-Masterton
Cette récompense est remise au joueur ayant démontré le plus de qualité de persévérance et esprit d’équipe.
- Lowell MacDonald : 1972-1973. Il a obtenu ce trophée à la suite d'une interruption de carrière de deux saisons pour soigner un genou douloureux.
- Mario Lemieux : 1992-1993. En 1993, Lemieux souffre de la maladie de Hodgkin et retourne au jeu quelques heures seulement après sa dernière séance de radiothérapie.

Trophée Maurice-Richard
Trophée remis au joueur qui inscrit le plus de buts au cours de la saison.
- Sidney Crosby : 2009-2010, 2016-2017

Trophée Calder
Ce trophée récompense le meilleur joueur dans sa première saison LNH.
- Mario Lemieux : 1984-1985
- Ievgueni Malkine : 2006-2007

Trophée Conn-Smythe
Ce trophée récompense le joueur le plus utile des séries. Lemieux l’a gagné les deux années où l’équipe a remporté la Coupe Stanley.
- Mario Lemieux : 1991 et 1992
- Ievgueni Malkine : 2009
- Sidney Crosby : 2016 et 2017

Trophée Frank-J.-Selke
Trophée récompensant l’attaquant aidant le plus sa défense.
- Ron Francis : 1994-1995

Trophée Hart
Récompense du meilleur joueur, joueur élu par l’Association Professionnelle de la Presse Écrite.
- Mario Lemieux : 1997-1988, 1992-1993, 1995-1996
- Jaromír Jágr : 1998-1999
- Sidney Crosby : 2006-2007, 2013-2014

Trophée James-Norris
Trophée remis au meilleur défenseur de la saison.
- Randy Carlyle : 1980-1981

Trophée Lady Byng
Ce trophée récompense le joueur avec le meilleur état d’esprit de la ligue.
- Rick Kehoe : 1980-1981
- Ron Francis : 1994-1995, 1997-1998

Trophée Ted-Lindsay, anciennement trophée Lester-B.-Pearson
Titre de meilleur joueur selon les autres joueurs.
- Mario Lemieux : 1985-1986, 1987-1988, 1992-1993, 1995-1996
- Jaromír Jágr : 1998-1999, 1999-2000
- Sidney Crosby : 2006-2007, 2012-2013, 2013-2014
- Ievgueni Malkine : 2011-2012

Trophée Lester-Patrick
Ce trophée est remis à un individu ou à un groupe d’individus pour services rendus au hockey aux États-Unis. Les personnes listées ci-dessous n’ont pas obligatoirement reçus le trophée lors de leur présence au sein des Penguins. Cela dit, ce trophée étant décerné à des personnes pour l’ensemble de leur carrière et de leur contribution, elles sont tout de même citées ici.
- Jack Riley : 1985-1986
- Joe Mullen : 1994-1995
- Mario Lemieux : 1999-2000
- Craig Patrick : 1999-2000
- Scotty Bowman : 2000-2001
- Herb Brooks : 2001-2002

Trophée plus-moins de la LNH
Ce trophée récompense le joueur le plus utile de l’équipe (et donc de la ligue). Le ratio +/- d’un joueur est calculé en comptant +1 si le joueur est sur la glace au moment où son équipe marque un but sans être en supériorité numérique, et -1 s’il est sur la glace au moment où son équipe encaisse un but sans être en infériorité numérique.
- Mario Lemieux : 1992-1993
- Ron Francis : 1994-1995
- Pascal Dupuis : 2012-2013

Première équipe d'étoiles
Équipe formée des meilleurs joueurs de la saison.
- 1980-1981 : Randy Carlyle
- 1987-1988 : Mario Lemieux
- 1988-1989 : Paul Coffey et Mario Lemieux
- 1991-1992 : Kevin Stevens
- 1992-1993 : Mario Lemieux
- 1994-1995 : Jaromír Jágr
- 1995-1996 : Jaromír Jágr et Mario Lemieux
- 1996-1997 : Mario Lemieux
- 1997-1998 : Jaromír Jágr
- 1998-1999 : Jaromír Jágr
- 1999-2000 : Jaromír Jágr
- 2000-2001 : Jaromír Jágr
- 2006-2007 : Sidney Crosby
- 2007-2008 : Ievgueni Malkine
- 2008-2009 : Sidney Crosby et Ievgueni Malkine
- 2011-2012 : Ievgueni Malkine et James Neal
- 2012-2013 : Sidney Crosby et Chris Kunitz
- 2013-2014 : Sidney Crosby
- 2015-2016 : Sidney Crosby

Deuxième équipe d'étoiles
Deuxième équipe des meilleurs joueurs de la saison.
- 1985-1986 : Mario Lemieux
- 1986-1987 : Mario Lemieux
- 1989-1990 : Paul Coffey
- 1990-1991 : Kevin Stevens
- 1991-1992 : Mario Lemieux
- 1992-1993 : Tom Barrasso, Larry Murphy, Kevin Stevens
- 1994-1995 : Larry Murphy
- 1996-1997 : Jaromír Jágr
- 2000-2001 : Mario Lemieux
- 2009-2010 : Sidney Crosby
- 2012-2013 : Kristopher Letang
- 2015-2016 : Kristopher Letang
- 2016-2017 : Sidney Crosby
- 2018-2019 : Sidney Crosby

Équipe des recrues de la LNH
Équipe composée des meilleurs joueurs qui disputent leur première saison dans la LNH.
- 1984-1985 : Mario Lemieux et Warren Young
- 1988-1989 : Zarley Zalapski
- 1990-1991 : Jaromír Jágr
- 1996-1997 : Patrick Lalime
- 1997-1998 : Aleksey Morozov
- 2002-2003 : Sébastien Caron
- 2003-2004 : Ryan Malone
- 2005-2006 : Sidney Crosby
- 2006-2007 : Ievgueni Malkine et Jordan Staal
- 2016-2017 : Matthew Murray

### Trophées internes
Comme de nombreuses équipes de la LNH, les Penguins possèdent leurs propres trophées internes (meilleur joueur, meilleur espoir…) mais également leur propre « temple de la renommée ». Les anciens joueurs des Penguins faisant partie de ce temple de la renommée sont :
- Mario Lemieux,
- Rick Kehoe,
- Jean Pronovost,
- Syl Apps,
- Dave Burrows,
- Joe Mullen,
- Les Binkley,
- Ulf Samuelsson,
- Paul Coffey.

Ce temple de la renommée inclut également des personnes ayant gravité autour du monde des Penguins sans pour autant être  des joueurs de l'équipe :
- Edward J. DeBartolo - ancien propriétaire de l'équipe.
- Mike Lange - commentateur des matchs des Penguins
- Vince Lascheid - joueur d'orgue dans le Mellon Arena
- A.T. Caggiano - assistant aux entraîneurs dans les vestiaires de l'équipe
- Elaine Heufelder - ancienne assistante de direction
- Craig Patrick - ancien directeur général de l'équipe
- Jack Riley - ancien directeur général de l'équipe
- Bob Johnson - entraîneur de l'équipe lors de la victoire en 1991
- Frank Sciulli - a vécu dans l'ombre du vestiaire des Penguins depuis 1967 jusqu'à sa mort au cours de l'été 2007.

## Les propriétaires de la franchise
Depuis le début de la franchise, différents propriétaires se sont succédé :
- De juin 1965 à mars 1968 : Jack McGregor et Peter Block ;
- De mars 1968 à avril 1971 : Donald Parsons ;
- D’avril 1971 au 13 juin 1975 : Peter Block, Elmore Keen et Peter Burchfield ;
- Du 13 juin au 11 juillet 1975 : la Ligue nationale de hockey ;
- Du 11 juillet 1975 à février 1976 : Al Savill, Otto Frenzel et Wren Blair ;
- De février 1976 à février 1977 : Al Savill et Otto Frenzel ;
- De février 1977 à novembre 1991 : Edward J. DeBartolo sénior ;
- De novembre 1991 à septembre 1999 : Howard Baldwin, Moris Belzberg et Thomas Ruta avec l’ajout de Roger Marino en mai 1997 ;
- De septembre 1999 à décembre 2001 : Mario Lemieux via son groupe Lemieux Group et Ron Burkle ;
- Depuis décembre 2001 : Fenway Sports Group.